# Список членів Всеросійських установчих зборів
Список членів Всеросійських установчих зборів — алфавітний список людей (членів), які увійшли в представницьку (парламентську) установу (Установчі збори), створену в результаті проведених, починаючи з 12 листопада 1917 року, виборів на основі загального виборчого права для встановлення форми державного устрою і правління, вироблення конституції в Росії.

## А
| № по порядку (п / п) | Прізвище (псевдонім) ім'я ім'я по батькові | Виборчий округ    | № списку | Організація                                              |
| -------------------- | ------------------------------------------ | ----------------- | -------- | -------------------------------------------------------- |
| 1                    | Абрамов Василь Семенович                   | Румунський фронт  | № 3      | Есери і Рада селянських депутатів                        |
| 2                    | Аверін Василь Кузьмич                      | Катеринославський | № 9      | РСДРП(б) і Бахмутська Рада селянських депутатів          |
| 3                    | Авксентьєв Микола Дмитрович                | Пензенський       | № 4      | есери                                                    |
| 4                    | Агаєв Гасан-Согон-Кулі-Огли                | Закавказький      | № 10     | Мусульманський національний комітет і Мусават            |
| 5                    | Адріанов Володимир Іларіонович             | Румунський фронт  | № 3      | есери і Рада селянських депутатів                        |
| 6                    | Александров Олександр Хомич                | Бессарабський     | № 2      | есери                                                    |
| 7                    | Алексєєв Микола Кузьмич                    | Пермський         | № 2      | есери і Рада селянських депутатів                        |
| 8                    | Алєксєєв Микола Миколайович                | Харківський       | № 5      | « Земля і Воля»                                          |
| 9                    | Алексеєвський Олександр Миколайович        | Приамурський      | № 7      | есери                                                    |
| 10                   | Алексеєвський Володимир Олександрович      | Румунський фронт  | № 3      | есери і Рада селянських депутатів                        |
| 11                   | Алібеков Іван Якович                       | Мінський          | № 9      | РСДРП(б)                                                 |
| 12                   | Алкін Ільяс Саїдгіреєвич                   | Казанський        | № 10     | Мусульманський соціалістичний список                     |
| 13                   | Алмазов Валентин Іванович                  | Симбірський       | № 2      | Селянський З'їзд і есери                                 |
| 14                   | Алюнов Гавриїл Федорович                   | Казанський        | № 1      | Загальночуваський національний з'їзд                     |
| 15                   | Алясов Микола Іванович                     | Таврійський       | № 5      | есери і Рада селянських депутатів                        |
| 16                   | Амбарцумян Костянтин Саакович              | Закавказький      | № 4      | Дашнакцутюн                                              |
| 17                   | Анвельт Ян Янович                          | Естляндський      | № 2      | РСДРП (б) і ЦК безземельних і малоземельних селян        |
| 18                   | Андрєєв Никифор Васильович                 | Орловський        | № 8      | РСДРП (б)                                                |
| 19                   | Антипин Іларіон Михайлович                 | Воронезький       | № 3      | есери                                                    |
| 20                   | Антонов-Овсієнко Володимир Олександрович   | Північний фронт   | № 5      | РСДРП(б)                                                 |
| 21                   | Анучин Сергій Андрійович                   | Західний фронт    | № 9      | РСДРП (б)                                                |
| 22                   | Апетер Іван Андрійович                     | Західний фронт    | № 9      | РСДРП (б)                                                |
| 23                   | Арватов Борис Гнатович                     | Тульський         | № 1      | есери і Рада селянських і військово-селянських депутатів |
| 24                   | Аргунов Андрій Олександрович               | Смоленський       | № 3      | есери і Рада селянських депутатів                        |
| 25                   | Аросєв Олександр Якович                    | Тверський         | № 6      | РСДРП (б)                                                |
| 26                   | Архангельський Василь Гаврилович           | Самарський        | № 3      | есери і Рада селянських депутатів                        |
| 27                   | Астров Микола Іванович                     | Москва — столиця  | № 1      | Народна свобода                                          |
| 28                   | Ахмеров Мухіддін Гайпетдінович             | Уфимський         | № 3      | Рада селянських депутатів                                |

## Б
| № по порядку (п / п) | Прізвище (псевдонім) ім'я ім'я по батькові | Виборчий округ          | № списку | Організація                                            |
| -------------------- | ------------------------------------------ | ----------------------- | -------- | ------------------------------------------------------ |
| 29                   | Бадаєв Олексій Єгорович                    | Кавказький фронт        | № 5      | РСДРП (б)                                              |
| 30                   | Базяк Ісаак Григорович                     | Західний фронт          | № 1      | українські соціалісти-революціонери і соціал-демократи |
| 31                   | Бакута Василь Терентійович                 | Таврійський             | № 5      | есери і Рада селянських депутатів                      |
| 32                   | Баринов Герасим Костянтинович              | Рязанський              | № 3      | есери і Рада селянських депутатів                      |
| 33                   | Баришніков Олександр Васильович            | Курський                | № 1      | есери                                                  |
| 34                   | Баришніков Володимир Архипович             | Московський             | № 5      | РСДРП (б)                                              |
| 35                   | Батманов Семен Михайлович                  | Тамбовський             | № 1      | есери і Рада селянських депутатів                      |
| 36                   | Бачинський Сергій Васильович               | Катеринославський       | № 5      | Селянська спілка                                       |
| 37                   | Башкиров Олександр Іванович                | Самарський              | № 3      | есери і Рада селянських депутатів                      |
| 38                   | Беклешов Леонід Леонідович                 | Псковський              | № 3      | есери і Рада селянських депутатів                      |
| 39                   | Бєлобородов Олександр Георгійович          | Пермський               | № 6      | РСДРП (б)                                              |
| 40                   | Бєлозьоров Федір Гаврилович                | Самарський              | № 3      | есери і Рада селянських депутатів                      |
| 41                   | Бєлоруссов Костянтин Олексійович           | Курський                | № 1      | есери                                                  |
| 42                   | Березняк Саватій Іванович                  | Південно-Західний фронт | № 3      | українські соціалісти-революціонери                    |
| 43                   | Березів Микола Федорович                   | Кавказький фронт        | № 3      | есери                                                  |
| 44                   | Берзін Ян Антонович                        | Ліфляндський            | № 3      | соціал-демократи Латвії                                |
| 45                   | Бірюков Дмитро Петрович                    | Вятський                | № 3      | есери і Рада селянських депутатів                      |
| 46                   | Близнюк Артем Порфирович                   | Воронезький             | № 3      | есери                                                  |
| 47                   | Бобинський Станіслав Янович                | Смоленський             | № 7      | РСДРП (б)                                              |
| 48                   | Бобинін Микола Миколайович                 | Тамбовський             | № 1      | есери і Рада селянських депутатів                      |
| 49                   | Богданов Габдерауф Габдуллович             | Оренбурзький            | № 2      | Оренбурзьке козацьке військо                           |
| 50                   | Богданов Михайло Миколайович               | Забайкальський          | № 2      | Бурятський національний комітет                        |
| 51                   | Богданов Микола Миколайович                | Таврійський             | № 1      | Народна свобода                                        |
| 52                   | Богословов Яків Аркадійович                | Самарський              | № 3      | есери і Рада селянських депутатів                      |
| 53                   | Болдов Михайло Дмитрович                   | Пензенський             | № 4      | есери                                                  |
| 54                   | Болдиш Максим Данилович                    | Вітебський              | № 1      | есери                                                  |
| 55                   | Большаков Федір Петрович                   | Ярославський            | № 3      | Рада селянських депутатів і есери                      |
| 56                   | Бондарєв Сергій Іванович                   | Пермський               | № 2      | есери і Рада селянських депутатів                      |
| 57                   | Бондар Петро Миколайович                   | Таврійський             | № 5      | есери і Рада селянських депутатів                      |
| 58                   | Бонцаревич Антон Антонович                 | Херсонський             | № 4      | Рада селянських депутатів                              |
| 59                   | Бородачов Іван Павлович                    | Калузький               | № 2      | есери і губернський з'їзд Рад селянських депутатів     |
| 60                   | Бочарніков Михайло Григорович              | Ставропольський         | № 1      | есери і Рада селянських депутатів                      |
| 61                   | Бочарніков Микола Георгійович              | Румунський фронт        | № 3      | есери і Рада селянських депутатів                      |
| 62                   | Бош Євгенія Готлібівна                     | Чернігівський           | № 9      | РСДРП (б)                                              |
| 63                   | Брешко-Брешковська Катерина Костянтинівна  | Чернігівський           | № 1      | есери                                                  |
| 64                   | Бриліантов Олександр Іванович              | Уфимський               | № 9      | есери і Рада селянських депутатів                      |
| 65                   | Бруцкус Юдель Давидович                    | Мінський                | № 2      | Єврейський національний виборчий комітет               |
| 66                   | Брушвіт Іван Михайлович                    | Самарський              | № 3      | есери і Рада селянських депутатів                      |
| 67                   | Бузанов Василь Іванович                    | Вятський                | № 3      | З'їзд селянських депутатів і есери                     |
| 68                   | Букін Феофан Ілліч                         | Орловський              | № 3      | есери і Рада селянських депутатів                      |
| 69                   | Булат Андрій Андрійович                    | Вітебський              | № 1      | есери                                                  |
| 70                   | Бунаков-Фондаминський Ілля Сидорович       | Чорноморський флот      | № 6      | есери                                                  |
| 71                   | Буревій Кость Степанович                   | Воронезький             | № 3      | есери                                                  |
| 72                   | Буслов Анатолій Юхимович                   | Могильовський           | № 1      | Рада селянських депутатів і есери                      |
| 73                   | Бухарін Микола Іванович                    | Москва-столиця          | № 5      | РСДРП інтернаціоналістів (більшовиків)                 |
| 74                   | Биков Василь Петрович                      | Московський             | № 3      | есери                                                  |
| 75                   | Билінкін Арсеній Сергійович                | Румунський фронт        | № 3      | есери і Рада селянських депутатів                      |
| 76                   | Биховський Наум Якович                     | Саратовський            | № 12     | есери і Рада селянських депутатів                      |

## В
| № по порядку (п / п) | Прізвище (псевдонім) ім'я ім'я по батькові | Виборчий округ    | № списку | Організація                                                                                 |
| -------------------- | ------------------------------------------ | ----------------- | -------- | ------------------------------------------------------------------------------------------- |
| 77                   | Вагжанов Олександр Петрович                | Тверський         | № 6      | РСДРП (б)                                                                                   |
| 78                   | Вакман Рудольф Йоганович                   | Естляндський      | № 2      | РСДРП (б) і Виконавчий Комітет безземельних і малоземельних селян                           |
| 79                   | Валідов Ахмет-Закі Ахметшахович            | Уфимський         | № 11     | федералісти башкири                                                                         |
| 80                   | Валентинов Григорій Борисович (Абрамсон)   | Новгородський     | № 6      | РСДРП (б)                                                                                   |
| 81                   | Варушкін Олександр Якович                  | Пермський         | № 2      | есери і Рада селянських депутатів                                                           |
| 82                   | Васильєв Олександр Григорович              | Північний фронт   | № 5      | РСДРП (б)                                                                                   |
| 83                   | Васильєв Іван Васильович                   | Казанський        | № 1      | Загальночуваський національний з'їзд, чуваський військовий комітет і Чуваська партія есерів |
| 84                   | Васильєв Михайло Михайлович                | Західний фронт    | № 9      | РСДРП (б)                                                                                   |
| 85                   | Васильєв-Южин Михайло Іванович             | Саратовський      | № 10     | РСДРП (б)                                                                                   |
| 86                   | Вахітов Мулланур Муллазянович              | Казанський        | № 10     | мусульманський соціалістичний список                                                        |
| 87                   | Вєтошкін Михайло Кузьмич                   | Вологодський      | № 2      | РСДРП (б)                                                                                   |
| 88                   | Вехтєв Данило Тимофійович                  | Херсонський       | № 4      | Рада селянських депутатів                                                                   |
| 89                   | Вільмс Юрій Рейнович                       | Естляндський      | № 3      | естонська трудова партія                                                                    |
| 90                   | Вінавер Максим Мойсейович                  | Петроград-столиця | № 2      | Народна свобода                                                                             |
| 91                   | Віхляєв Пантелеймон Олексійович            | Вятський          | № 8      | З'їзд селянських депутатів і есери                                                          |
| 92                   | Вишняк Марк Веніамінович                   | Ярославський      | № 3      | Рада селянських депутатів і есери                                                           |
| 93                   | Владикін Володимир Тихонович               | Орловський        | № 3      | есери і Рада селянських депутатів                                                           |
| 94                   | Власов Олександр Михайлович                | Курський          | № 1      | есери                                                                                       |
| 95                   | Володін Сергій Адріанович                  | Орловський        | № 3      | есери і Рада селянських депутатів                                                           |
| 96                   | Вольнов Іван Єгорович                      | Орловський        | № 3      | есери і Рада селянських депутатів                                                           |
| 97                   | Вольський Володимир Казимирович            | Тверський         | № 3      | есери і Рада селянських депутатів                                                           |
| 98                   | Вольський Михайло Казимирович              | Тамбовський       | № 1      | есери і Рада селянських депутатів                                                           |
| 99                   | Воробйов Климент Якович                    | Симбірський       | № 2      | З'їзд селянських депутатів і есери                                                          |
| 100                  | Воронов Парамон Михайлович                 | Могильовський     | № 1      | Рада селянських депутатів і есери                                                           |
| 101                  | Ворошилов Климент Єфремович                | Катеринославський | № 9      | РСДРП (б) і Бахмутська Рада селянських депутатів                                            |
| 102                  | Восков Семен Петрович                      | Петроградський    | № 2      | РСДРП (б)                                                                                   |
| 103                  | Висоцький Олександр Давидович              | Петроградський    | № 10     | есери і Рада селянських депутатів                                                           |
| 104                  | Вихристюк Володимир Кирилович              | Приамурський      | № 2      | Рада селянських депутатів                                                                   |

## Г, Ґ
| № по порядку (п / п) | Прізвище (псевдонім) ім'я ім'я по батькові | Виборчий округ    | № списку | Організація                                                       |
| -------------------- | ------------------------------------------ | ----------------- | -------- | ----------------------------------------------------------------- |
| 105                  | Гаврилюк Ілля Іванович                     | Херсонський       | № 4      | Рада селянських депутатів                                         |
| 106                  | Гавронський Дмитро Йосипович               | Симбірський       | № 2      | З'їзд селянських депутатів і есери                                |
| 107                  | Гайдаров Ібрагім                           | Закавказький      | № 12     | мусульманський соціалістичний блок                                |
| 108                  | Ґалаґан Нестор Пилипович                   | Полтавський       | № 8      | українська селянська спілка і українські соціалісти-революціонери |
| 109                  | Галкін Іван Іванович                       | Вологодський      | № 1      | Рада селянських депутатів і есери                                 |
| 110                  | Гамсахурдія Петро Ярославович              | Мінський          | № 12     | есери і Рада селянських депутатів                                 |
| 111                  | Гарницький Філіп Михайлович                | Ставропольський   | № 1      | есери і Рада селянських депутатів                                 |
| 112                  | Гвоздиківський Микола Кіндратович          | Катеринославський | № 3      | «Земля і Воля»                                                    |
| 113                  | Гегечкорі Євген Петрович                   | Закавказький      | № 1      | РСДРП                                                             |
| 114                  | Гендельман Михайло Якович                  | Рязанський        | № 3      | есери і Рада селянських депутатів                                 |
| 115                  | Герштейн Лев Якович                        | Пермський         | № 2      | есери і Рада селянських депутатів                                 |
| 116                  | Гжельщак Франц Іванович                    | Західний фронт    | № 9      | РСДРП (б)                                                         |
| 117                  | Гізетті Олександр Олексійович              | Вітебський        | № 1      | есери                                                             |
| 118                  | Гладких Яків Никифорович                   | Воронезький       | № 3      | есери                                                             |
| 119                  | Глевенко Кіндрат Степанович                | Херсонський       | № 4      | Рада селянських депутатів                                         |
| 120                  | Глєбов-Авілов Микола Павлович              | Калузький         | № 7      | РСДРП (б)                                                         |
| 121                  | Говоров Микола Володимирович               | Рязанський        | № 3      | есери і Рада селянських депутатів                                 |
| 122                  | Голубович Всеволод Олександрович           | Херсонський       | № 4      | Рада селянських депутатів                                         |
| 123                  | Гольдман Ян Юрійович                       | Ліфляндський      | № 1      | Селянський союз                                                   |
| 124                  | Гончаров Сергій Микитович                  | Орловський        | № 3      | есери і Рада селянських депутатів                                 |
| 125                  | Гордієвський Михайло Іванович              | Херсонський       | № 4      | Рада селянських депутатів                                         |
| 126                  | Горшков Іван Іванович                      | Рязанський        | № 5      | РСДРП (б)                                                         |
| 127                  | Гоц Абрам Рафаїлович                       | Пензенський       | № 4      | есери                                                             |
| 128                  | Григор'єв Логгин Антонович                 | Томський          | № 2      | есери                                                             |
| 129                  | Громашевський Лев Васильович               | Мінський          | № 9      | РСДРП (б)                                                         |
| 130                  | Грузенберг Оскар Осипович                  | Херсонський       | № 10     | єврейський національний блок                                      |
| 131                  | Гуковський Олександр Ісайович              | Новгородський     | № 4      | есери                                                             |
| 132                  | Гультяєв Степан Єлизаровича                | Тбіліський        | № 6      | З'їзд селянських депутатів і есери                                |
| 133                  | Гуревич Віссаріон Якович                   | Тульський         | № 1      | есери і Рада селянських і військово-селянських депутатів          |
| 134                  | Гуров Кузьма Семенович                     | Єнісейський       | № 3      | есери                                                             |
| 135                  | Гуторов Олександр Каленикович (Новиков)    | Ставропольський   | № 1      | есери і Рада селянських депутатів                                 |

## Д
| № по порядку (п / п) | Прізвище (псевдонім) ім'я ім'я по батькові | Виборчий округ          | № списку | Організація                                   |
| -------------------- | ------------------------------------------ | ----------------------- | -------- | --------------------------------------------- |
| 136                  | Данилов Дмитро Михайлович                  | Нижньогородський        | № 7      | РСДРП (б)                                     |
| 137                  | Данилов Степан Степанович                  | Костромський            | № 4      | РСДРП (б)                                     |
| 138                  | Данський Федір Іванович                    | Південно-Західний фронт | № 1      | есери і Рада селянських депутатів             |
| 139                  | Девізоров Олексій Олексійович              | Алтайський              | № 1      | есери і Рада селянських депутатів             |
| 140                  | Дедусенко Яків Тимофійович                 | Самарський              | № 3      | есери і Рада селянських депутатів             |
| 141                  | Дементьєв Євген Олексійович                | Ставропольський         | № 1      | есери і Рада селянських депутатів             |
| 142                  | Детлаф Антон Йосипович                     | Південно-Західний фронт | № 1      | есери і Рада селянських депутатів             |
| 143                  | Джафаров Мамед-Юсіф                        | Закавказький            | № 10     | мусульманський національний комітет і Мусават |
| 144                  | Дзержинський Фелікс Едмундович             | Вітебський              | № 5      | РСДРП (б)                                     |
| 145                  | Диканський Григорій Осипович               | Південно-Західний фронт | № 1      | есери і Рада селянських депутатів             |
| 146                  | Долгоруков Павло Дмитрович                 | Московський             | № 1      | Народна свобода                               |
| 147                  | Донський Дмитро Дмитрович                  | Кавказький фронт        | № 3      | есери                                         |
| 148                  | Дорошев Микита Іванович                    | Курський                | № 1      | есери                                         |
| 149                  | Дрізо Володимир Ісаакович                  | Мінський                | № 12     | есери і Рада селянських депутатів             |
| 150                  | Дутов Олександр Ілліч                      | Оренбурзький            | № 2      | Оренбурзьке козацьке військо                  |
| 151                  | Дибенко Павло Юхимович                     | Балтійський флот        | № 2      | РСДРП (б)                                     |
| 152                  | Дьяконов Василь Григорович                 | Харківський             | № 5      | «Земля і Воля»                                |

## Е, Є
| № по порядку (п / п) | Прізвище (псевдонім) ім'я ім'я по батькові | Виборчий округ    | № списку | Організація                                        |
| -------------------- | ------------------------------------------ | ----------------- | -------- | -------------------------------------------------- |
| 153                  | Євдокимов Григорій Яремович                | Петроград-столиця | № 4      | ЦК                                                 |
| 154                  | Євдокимов Кузьма Опанасович                | Тбіліський        | № 6      | З'їзд селянських депутатів і есери                 |
| 155                  | Євсєєв Микола Іванович                     | Вятський          | № 3      | З'їзд селянських депутатів і есери                 |
| 156                  | Єгоров Михайло Федорович                   | Смоленський       | № 3      | есери і Рада селянських депутатів                  |
| 157                  | Єлісєєв Борис Самуїлович                   | Калузький         | № 2      | есери і губернський з'їзд Рад селянських депутатів |
| 158                  | Ельяшевич Олександр Борисович              | Самарський        | № 3      | есери і Рада селянських депутатів                  |
| 159                  | Ємельянов Григорій Степанович              | Ставропольський   | № 1      | есери і Рада селянських депутатів                  |
| 160                  | Єрмаков Дмитро Семенович                   | Новгородський     | № 6      | РСДРП (б)                                          |
| 161                  | Єрофєєв Василь Трохимович                  | Румунський фронт  | № 3      | есери і Рада селянських депутатів                  |
| 162                  | Єфремов Лавр Олександрович                 | Вятський          | № 3      | З'їзд селянських депутатів і есери                 |

## Ж
| № по порядку (п / п) | Прізвище (псевдонім) ім'я ім'я по батькові | Виборчий округ | № списку | Організація |
| -------------------- | ------------------------------------------ | -------------- | -------- | ----------- |
| 163                  | Жиделєв Микола Андрійович                  | Володимирський | № 6      | РСДРП (б)   |
| 164                  | Жорданія Ной Миколайович                   | Закавказький   | № 1      | РСДРП       |

## З
| № по порядку (п / п) | Прізвище (псевдонім) ім'я ім'я по батькові | Виборчий округ    | № списку | Організація                        |
| -------------------- | ------------------------------------------ | ----------------- | -------- | ---------------------------------- |
| 165                  | Заврієв Яков Христофорович                 | Закавказький      | № 4      | Дашнакцутюн                        |
| 166                  | Закревський Єгор Макарович                 | Могильовський     | № 1      | Рада селянських депутатів і есери  |
| 167                  | Зак Самуїл Сергійович                      | Таврійський       | № 5      | есери і Рада селянських депутатів  |
| 168                  | Засорін Михайло Федорович                  | Могильовський     | № 1      | Рада селянських депутатів і есери  |
| 169                  | Затєйщиков Леонід Васильович               | Пермський         | № 2      | есери і Рада селянських депутатів  |
| 170                  | Затонський Михайло Петрович                | Саратовський      | № 12     | есери і Рада селянських депутатів  |
| 171                  | Захаров Петро Петрович                     | Калузький         | № 7      | РСДРП (б)                          |
| 172                  | Збарський Борис Ілліч                      | Вятський          | № 3      | З'їзд селянських депутатів і есери |
| 173                  | Здобнов Микола Васильович                  | Пермський         | № 2      | есери і Рада селянських депутатів  |
| 174                  | Зензинов Володимир Михайлович              | Петроградський    | № 10     | есери і Рада селянських депутатів  |
| 175                  | Зетель-Зусман Іцко Лейбович                | Західний фронт    | № 12     | есери і Рада селянських депутатів  |
| 176                  | Зінін Герман Васильович                    | Воронезький       | № 3      | есери                              |
| 177                  | Зінов'єв Григорій Овсійович                | Петроград-столиця | № 4      | ЦК                                 |
| 178                  | Зисман Арон Ілліч                          | Пермський         | № 2      | есери і Рада селянських депутатів  |
| 179                  | Зорян-Ростом Степан Григорович             | Закавказький      | № 4      | Дашнакцутюн                        |
| 180                  | Зурабов Аршак Герасимович                  | Закавказький      | № 1      | РСДРП                              |

## Й, І
| № по порядку (п / п) | Прізвище (псевдонім) ім'я ім'я по батькові | Виборчий округ  | № списку | Організація                                    |
| -------------------- | ------------------------------------------ | --------------- | -------- | ---------------------------------------------- |
| 181                  | Ібрагімов Галімджан Гірфанович             | Уфимський       | № 3      | Рада селянських депутатів                      |
| 182                  | Іваницький-Василенко Олександр Олексійович | Тбіліський      | № 6      | З'їзд селянських депутатів і есери             |
| 183                  | Іванов Олексій Олексійович                 | Архангельський  | № 3      | есери і Рада селянських депутатів              |
| 184                  | Іванов Михайло Митрофанович                | Орловський      | № 8      | РСДРП (б)                                      |
| 185                  | Іванов Микола Миколайович                  | Північний фронт | № 3      | есери і Рада селянських депутатів              |
| 186                  | Іванов Семен Варфоломійович                | Смоленський     | № 7      | РСДРП (б)                                      |
| 187                  | Івченко Михайло Євдокимович                | Полтавський     | № 8      | Українська Селянська спілка і українські есери |
| 188                  | Ігнатов Юхим Микитович                     | Москва-столиця  | № 5      | РСДРП інтернаціоналісти (більшовики)           |
| 189                  | Ільїн Петро Іванович                       | Тамбовський     | № 1      | есери і Рада селянських депутатів              |
| 190                  | Ільясов Гізатулла Валіулович               | Уфимський       | № 3      | Рада селянських депутатів                      |
| 191                  | Інкулець Іван Костянтинович                | Бессарабський   | № 1      | Рада селянських депутатів                      |
| 192                  | Йоффе Адольф Абрамович                     | Псковський      | № 6      | РСДРП (б)                                      |

## К
| № по порядку (п / п) | Прізвище (псевдонім) ім'я ім'я по батькові | Виборчий округ          | № списку | Організація                                                                           |
| -------------------- | ------------------------------------------ | ----------------------- | -------- | ------------------------------------------------------------------------------------- |
| 193                  | Кабаков Флегонт Гаврилович                 | Пермський               | № 2      | есери і Рада селянських депутатів                                                     |
| 194                  | Калінін Михайло Іванович                   | Петроград-столиця       | № 4      | ЦК                                                                                    |
| 195                  | Каменєв Лев Борисович                      | Вітебський              | № 5      | РСДРП (б)                                                                             |
| 196                  | Кантемир Аліхан                            | Закавказький            | № 12     | Мусульманський соціалістичний блок                                                    |
| 197                  | Камінський Григорій Наумович               | Тульський               | № 5      | революційні соціал-демократичні блоки                                                 |
| 198                  | Камков Борис Давидович                     | Петроград-столиця       | № 9      | есери                                                                                 |
| 199                  | Карелін Володимир Олександрович            | Харківський             | № 5      | «Земля і Воля»                                                                        |
| 200                  | Карпенко Єлисей Андрійович                 | Катеринославський       | № 5      | Селянська спілка                                                                      |
| 201                  | Каторос Трефілій Васильович                | Бессарабський           | № 1      | Поради селянських депутатів                                                           |
| 202                  | Кауль Олександр Йосипович                  | Тульський               | № 5      | революційні соціал-демократичні блоки                                                 |
| 203                  | Качинський-Орєшин Володимир Максимович     | Харківський             | № 5      | «Земля і Воля»                                                                        |
| 204                  | Квятковський Михайло Федорович             | Архангельський          | № 3      | есери і Рада селянських депутатів                                                     |
| 205                  | Керенський Олександр Федорович             | Саратовський            | № 12     | есери і Рада селянських депутатів                                                     |
| 206                  | Кільчевський Володимир Агафонович          | Ярославський            | № 3      | Рада селянських депутатів і есери                                                     |
| 207                  | Кисельов Олексій Семенович                 | Володимирський          | № 6      | РСДРП (б)                                                                             |
| 208                  | Кисельов Василь Дмитрович                  | Тамбовський             | № 1      | есери і Рада селянських депутатів                                                     |
| 209                  | Клімушкін Прокопій Діомидович              | Самарський              | № 3      | есери і Рада селянських депутатів                                                     |
| 210                  | Клочок Іван Гаврилович                     | Північний фронт         | № 4      | українські соціалісти-революціонери і національні соціалістичні організації мусульман |
| 211                  | Кобяков Павло Петрович                     | Новгородський           | № 4      | есери                                                                                 |
| 212                  | Ковальов Лев Борисович                     | Полтавський             | № 17     | українські соціалісти-революціонери і есери                                           |
| 213                  | Ковалевський Іполит Дмитрович              | Чернігівський           | № 10     | Українські соціалісти-революціонери з Українською Селянською спілкою                  |
| 214                  | Ковалевський Микола Миколайович            | Полтавський             | № 8      | Українська Селянська спілка та Українські соціалісти-революціонери                    |
| 215                  | Коваленко Данило Ілліч                     | Полтавський             | № 8      | Українська Селянська спілка та Українські соціалісти-революціонери                    |
| 216                  | Коварський Ілля Миколайович                | Могильовський           | № 1      | Рада селянських депутатів і есери                                                     |
| 217                  | Ковбаса Тит Васильович                     | Чернігівський           | № 10     | Українські соціалісти-революціонери з Українською Селянською спілкою                  |
| 218                  | Коган-Бернштейн Матвій Львович             | Воронезький             | № 3      | есери                                                                                 |
| 219                  | Кожевников Микола Григорович               | Приамурський            | № 3      | Амурське і Уссурійське козацтво                                                       |
| 220                  | Кожуро Володимир Федорович                 | Мінський                | № 9      | РСДРП (б)                                                                             |
| 221                  | Козлов Микола Олександрович                | Костромський            | № 1      | «Земля і Воля»                                                                        |
| 222                  | Коковіхін Михайло Миколайович              | Південно-Західний фронт | № 4      | РСДРП (б)                                                                             |
| 223                  | Кокошкін Федір Федорович                   | Москва-столиця          | № 1      | Народна свобода                                                                       |
| 224                  | Колегаєв Андрій Лукич                      | Казанський              | № 11     | есери і Рада селянських депутатів                                                     |
| 225                  | Колеров В'ячеслав Аркадійович              | Північний фронт         | № 3      | есери і Рада селянських депутатів                                                     |
| 226                  | Коллонтай Олександра Михайлівна            | Ярославський            | № 7      | соціал-демократи інтернаціоналісти (більшовики)                                       |
| 227                  | Колосов Євген Євгенович                    | Єнісейський             | № 3      | есери                                                                                 |
| 228                  | Кондратенков Георгій Микитович             | Тамбовський             | № 1      | есери і Рада селянських депутатів                                                     |
| 229                  | Кондратьєв Микола Дмитрович                | Костромський            | № 1      | «Земля і Воля»                                                                        |
| 230                  | Коногов Василь Мойсейович                  | Пензенський             | № 4      | есери                                                                                 |
| 231                  | Корж Кузьма Олексійович                    | Катеринославський       | № 5      | Селянська спілка                                                                      |
| 232                  | Коростельов Олександр Олексійович          | Оренбурзький            | № 8      | РСДРП (б)                                                                             |
| 233                  | Коршунов Костянтин Артемович               | Іркутський              | № 1      | есери і Селянський союз                                                               |
| 234                  | Корякін Олександр Дмитрович                | Вологодський            | № 1      | Рада селянських депутатів і есери                                                     |
| 235                  | Костенецький Василь Омелянович             | Чернігівський           | № 10     | Українські соціалісти-революціонери з Українською Селянською спілкою                  |
| 236                  | Костін Микола Олексійович                  | Пензенський             | № 4      | есери                                                                                 |
| 237                  | Котельников Дмитро Павлович                | Тбіліський              | № 6      | З'їзд селянських депутатів і есери                                                    |
| 238                  | Котлін Петро Максимович                    | Румунський фронт        | № 3      | есери і Рада селянських депутатів                                                     |
| 239                  | Кравченко Іван Єпифанович                  | Харківський             | № 5      | «Земля і Воля»                                                                        |
| 240                  | Краковецький Аркадій Антонович             | Румунський фронт        | № 3      | есери і Рада селянських депутатів                                                     |
| 241                  | Красноусов Олександр Михайлович            | Тбіліський              | № 6      | з'їзд селян                                                                           |
| 242                  | Крестинский Микола Миколайович             | Пермський               | № 6      | РСДРП (б)                                                                             |
| 243                  | Криворотов Іван Іванович                   | Алтайський              | № 2      | есери і Рада селянських депутатів                                                     |
| 244                  | Кривошеїн Микола Іванович                  | Мінський                | № 9      | РСДРП (б)                                                                             |
| 245                  | Кривощоков Олександр Іванович              | Оренбурзький            | № 2      | Оренбурзьке козацьке військо                                                          |
| 246                  | Кроль Лев Опанасович                       | Пермський               | № 5      | Народна свобода                                                                       |
| 247                  | Кропотов Олександр Єгорович                | Вятський                | № 3      | З'їзд селянських депутатів і есери                                                    |
| 248                  | Кругліков Аполлон Миколайович              | Забайкальський          | № 4      | есери                                                                                 |
| 249                  | Криленко Микола Васильович                 | Румунський фронт        | № 6      | РСДРП (б)                                                                             |
| 250                  | Ксенофонтов Іван Ксенофонтович             | Західний фронт          | № 9      | РСДРП (б)                                                                             |
| 251                  | Кузнєцов Опанас Трохимович                 | Пермський               | № 2      | есери і Рада селянських депутатів                                                     |
| 252                  | Кузнєцов Іван Йосипович                    | Вятський                | № 3      | З'їзд селянських депутатів і есери                                                    |
| 253                  | Кузнєцов Микола Володимирович              | Орловський              | № 8      | РСДРП (б)                                                                             |
| 254                  | Куйбишев Валер'ян Володимирович            | Самарський              | № 2      | РСДРП (б)                                                                             |
| 255                  | Куконков Василь Григорович                 | Західний фронт          | № 9      | РСДРП (б)                                                                             |
| 256                  | Куліченко Яків Іванович                    | Полтавський             | № 8      | Українська Селянська спілка та Українські соціалісти-революціонери                    |
| 257                  | Куцяк Петро Васильович (Чалий)             | Південно-Західний фронт | № 3      | Українські соціалісти-революціонери                                                   |
| 258                  | Кутєпов Федір Іванович                     | Курський                | № 1      | есери                                                                                 |
| 259                  | Кутлер Микола Миколайович                  | Петроград-столиця       | № 2      | Народна свобода                                                                       |
| 260                  | Кутузов Георгій Опанасович                 | Смоленський             | № 3      | есери і Рада селянських депутатів                                                     |
| 261                  | Кутузов Михайло Миколайович                | Нижньогородський        | № 3      | есери і Рада селянських депутатів                                                     |

## Л
| № по порядку (п / п) | Прізвище (псевдонім) ім'я ім'я по батькові | Виборчий округ          | № списку | Організація                                                          |
| -------------------- | ------------------------------------------ | ----------------------- | -------- | -------------------------------------------------------------------- |
| 262                  | Лавров Костянтин Прокопович                | Камчатський             | № 1      | есери                                                                |
| 263                  | Лазарєв Єгор Єгорович                      | Самарський              | № 3      | Рада селянських депутатів                                            |
| 264                  | Ландер Карл Іванович                       | Мінський                | № 9      | РСДРП (б)                                                            |
| 265                  | Ларін Юрій Михайлович                      | Костромський            | № 4      | РСДРП (б)                                                            |
| 266                  | Лашевич Михайло Михайлович                 | Південно-Західний фронт | № 4      | РСДРП (б)                                                            |
| 267                  | Лашкевич В'ячеслав Іванович                | Чернігівський           | № 10     | Українські соціалісти-революціонери з Українською Селянською спілкою |
| 268                  | Лебединець Михайло Мойсейович              | Західний фронт          | № 1      | Українські соціалісти-революціонери і соціал-демократи               |
| 269                  | Льовенберг Едуард Олександрович            | Південно-Західний фронт | № 1      | есери і Рада селянських депутатів                                    |
| 270                  | Левін Мендель Йосипович                    | Алтайський              | № 2      | есери і Рада селянських депутатів                                    |
| 271                  | Левтонов Олександр Миколайович             | Пензенський             | № 4      | есери                                                                |
| 272                  | Ленін Володимир Ілліч (Ульянов)            | Балтійський флот        | № 2      | РСДРП (б)                                                            |
| 273                  | Леонтьєв Василь Васильович (старший)       | Новгородський           | № 4      | есери                                                                |
| 274                  | Лещинський Юліан Мартіянович               | Смоленський             | № 7      | РСДРП (б)                                                            |
| 275                  | Ліндберг Михайло Якович                    | Томський                | № 2      | есери                                                                |
| 276                  | Лихач Михайло Олександрович                | Північний фронт         | № 3      | есери і Рада селянських депутатів                                    |
| 277                  | Ліщев Микола Вікторович                    | Південно-Західний фронт | № 1      | есери і Рада селянських депутатів                                    |
| 278                  | Логачов Павло Осипович                     | Калузький               | № 7      | РСДРП (б)                                                            |
| 279                  | Ломов (Оппоков) Георгій Іполитович         | Володимирський          | № 6      | РСДРП (б)                                                            |
| 280                  | Ломшаков Валентин Олександрович            | Алтайський              | № 2      | есери і Рада селянських депутатів                                    |
| 281                  | Лордкіпанідзе Іван Несторович              | Румунський фронт        | № 3      | есери і Рада селянських депутатів                                    |
| 282                  | Лотошников Сергій Михайлович               | Костромської            | № 1      | «Земля і Воля»                                                       |
| 283                  | Лук'янов Андрій Максимович                 | Нижньогородський        | № 3      | есери і Рада селянських депутатів                                    |
| 284                  | Луначарський Анатолій Васильович           | Смоленський             | № 7      | РСДРП (б)                                                            |
| 285                  | Лункевич Валеріан Вікторович               | Закавказький            | № 3      | есери                                                                |
| 286                  | Лутовінов Іван Хрисанфович                 | Катеринославський       | № 9      | РСДРП (б) і Рада селянських депутатів                                |
| 287                  | Львович Давид Володимирович                | Херсонський             | № 4      | Рада селянських депутатів                                            |
| 288                  | Лисяков Юхим Іванович                      | Західний фронт          | № 9      | РСДРП (б)                                                            |
| 289                  | Любимов Ісидор Євстигнійович               | Володимирський          | № 6      | РСДРП (б)                                                            |
| 290                  | Любимов Микола Михайлович                  | Алтайський              | № 2      | есери і Рада селянських депутатів                                    |

## М
| № по порядку (п / п) | Прізвище (псевдонім) ім'я ім'я по батькові | Виборчий округ          | № списку | Організація                                              |
| -------------------- | ------------------------------------------ | ----------------------- | -------- | -------------------------------------------------------- |
| 291                  | Мазе Яків Ісаєвич                          | Могильовський           | № 9      | єврейський національний комітет                          |
| 292                  | Майоров Ілля Андрійович                    | Казанський              | № 11     | есери і Рада селянських депутатів                        |
| 293                  | Макєєв Микола Васильович                   | Володимирський          | № 3      | З'їзд селянських депутатів і есери                       |
| 294                  | Маклаков Василь Олексійович                | Москва-столиця          | № 1      | Народна свобода                                          |
| 295                  | Малєєв Іван Герасимович                    | Могильовський           | № 1      | Рада селянських депутатів і есери                        |
| 296                  | Мальцев Іван Павлович                      | Костромський            | № 1      | «Земля і Воля»                                           |
| 297                  | Малишицький Степан Мойсейович              | Могильовський           | № 1      | Рада селянських депутатів і есери                        |
| 298                  | Малютін Дмитро Петрович                    | Костромський            | № 4      | РСДРП (б)                                                |
| 299                  | Мамкин Іван Васильович                     | Воронезький             | № 3      | есери                                                    |
| 300                  | Манатов Шариф Ахметзянович                 | Оренбурзький            | № 9      | башкирська федерація                                     |
| 301                  | Мандриков Михайло Сергійович               | Приамурський            | № 2      | Рада селянських депутатів                                |
| 302                  | Марков Борис Дмитрович                     | Томський                | № 2      | есери                                                    |
| 303                  | Марков Гавриїл Максимович (Архангельський) | Томський                | № 2      | есери                                                    |
| 304                  | Марков Сергій Дем'янович                   | Румунський фронт        | № 3      | есери і Рада селянських депутатів                        |
| 305                  | Мартюшин Григорій Олексійович              | Казанський              | № 11     | есери і Рада селянських депутатів                        |
| 306                  | Марченков Микола Дмитрович                 | Південно-Західний фронт | № 4      | РСДРП (б)                                                |
| 307                  | Масленников Олександр Олександрович        | Самарський              | № 2      | РСДРП (б)                                                |
| 308                  | Маслов Павло Григорович                    | Самарський              | № 3      | есери і Рада селянських депутатів                        |
| 309                  | Маслов Семен Леонтійович                   | Орловський              | № 3      | есери і Рада селянських депутатів                        |
| 310                  | Маслов Сергій Семенович                    | Вологодський            | № 1      | Рада селянських депутатів і есери                        |
| 311                  | Матвєєв Андрій Федорович                   | Олонецький              | № 1      | З'їзд селянських депутатів                               |
| 312                  | Матвіївська Ольга Олександрівна            | Орловський              | № 3      | есери і Рада селянських депутатів                        |
| 313                  | Матушкин В'ячеслав Олександрович           | Оренбурзький            | № 2      | Оренбурзького козачого війська                           |
| 314                  | Медведєв Василь Васильович                 | Тульський               | № 1      | есери і Рада селянських і військово-селянських депутатів |
| 315                  | Медведєв Сергій Павлович                   | Північний фронт         | № 5      | РСДРП (б)                                                |
| 316                  | Медов Андрій Олексійович                   | Тверський               | № 6      | РСДРП (б)                                                |
| 317                  | Меркулов Єфрем Микитович                   | Тамбовський             | № 1      | есери і Рада селянських депутатів                        |
| 318                  | Меркулов Михайло Олександрович             | Курський                | № 1      | есери                                                    |
| 319                  | Мещеряков Микола Леонідович (Зайцев)       | Московський             | № 5      | РСДРП інтернаціоналістів (більшовиків)                   |
| 320                  | Мілюков Павло Миколайович                  | Петроград-столиця       | № 2      | Народна свобода                                          |
| 321                  | Мілютін Володимир Павлович                 | Саратовський            | № 10     | РСДРП (б)                                                |
| 322                  | Мінін Олександр Аркадійович                | Саратовський            | № 12     | есери і Рада селянських депутатів                        |
| 323                  | Мінор Осип Соломонович                     | Москва                  | № 3      | есери                                                    |
| 324                  | Мицюк Іван Корнійович                      | Катеринославський       | № 5      | Селянська спілка                                         |
| 325                  | Михайличенко Гнат Васильович               | Харківський             | № 5      | «Земля і Воля»                                           |
| 326                  | Михайлов Йосип Антонович                   | Тбіліський              | № 6      | З'їзд селянських депутатів і есери                       |
| 327                  | Михайлов Павло Якович                      | Томський                | № 2      | есери                                                    |
| 328                  | Моісеєв Борис Ізмаїлович                   | Тамбовський             | № 7      | РСДРП (б)                                                |
| 329                  | Моісеєнко Борис Миколайович                | Південно-Західний фронт | № 1      | есери і Рада селянських депутатів                        |
| 330                  | Моргенштієрн Віктор Федорович              | Західний фронт          | № 12     | есери і Рада селянських депутатів                        |
| 331                  | Мостовенко Павло Миколайович               | Румунський фронт        | № 6      | РСДРП (б)                                                |
| 332                  | Мотора Федір Євтихієвич                    | Чернігівський           | № 9      | РСДРП (б)                                                |
| 333                  | Мохов Василь Іванович                      | Казанський              | № 11     | есери і Рада селянських депутатів                        |
| 334                  | Мошкін Павло Миколайович                   | Симбірський             | № 2      | З'їзд селянських депутатів і есери                       |
| 335                  | Муранов Матвій Костянтинович               | Харківський             | № 3      | РСДРП (б)                                                |
| 336                  | Мухамедіяров Шакір Заріфович               | Самарський              | № 13     | Мусульманське «Шуро»                                     |
| 337                  | Мухаметдінов Ахметдін Мухаметдінович       | Уфимський               | № 3      | Рада селянських депутатів                                |
| 338                  | Мухін Олексій Федорович                    | Тбіліський              | № 6      | З'їзд селянських депутатів і есери                       |
| 339                  | Мясников Олександр Федорович               | Західний фронт          | № 9      | РСДРП (б)                                                |

## Н
| № по порядку (п / п) | Прізвище (псевдонім) ім'я ім'я по батькові | Виборчий округ          | № списку | Організація                                          |
| -------------------- | ------------------------------------------ | ----------------------- | -------- | ---------------------------------------------------- |
| 340                  | Набатов Іван Дмитрович                     | Тамбовський             | № 1      | есери і Рада селянських депутатів                    |
| 341                  | Набоков Володимир Дмитрович                | Петроградський          | № 1      | Народна свобода                                      |
| 342                  | Наумов Валер'ян Миколайович                | Володимирський          | № 6      | РСДРП (б)                                            |
| 343                  | Нахімсон Семен Михайлович                  | Північний фронт         | № 5      | РСДРП (б)                                            |
| 344                  | Неаронов Григорій Павлович                 | Тульський               | № 1      | есери і Рада селянських і венно-селянських депутатів |
| 345                  | Невський Володимир Іванович (Кривобоков)   | Воронезький             | № 2      | РСДРП (б) і інші інтернаціоналісти                   |
| 346                  | Нєжинцев Іван Петрович                     | Астраханський           | № 6      | Рада селянських депутатів і есери                    |
| 347                  | Нейбут Арнольд Якович                      | Приамурський            | № 5      | РСДРП (б)                                            |
| 348                  | Немтінов Федір Степанович                  | Тамбовський             | № 1      | есери і Рада селянських депутатів                    |
| 349                  | Неручев Анатолій Васильович                | Курський                | № 1      | есери                                                |
| 350                  | Нестеров Іван Петрович                     | Мінський                | № 12     | есери і Рада селянських депутатів                    |
| 351                  | Нікітін Микола Родіонович                  | Воронезький             | № 3      | есери                                                |
| 352                  | Ніколаєв Михайло Костянтинович             | Західний фронт          | № 12     | есери і Рада селянських депутатів                    |
| 353                  | Ніколаєв Семен Миколайович                 | Казанський              | № 1      | Загальночуваський національний з'їзд                 |
| 354                  | Ніконов Сергій Андрійович                  | Таврійський             | № 5      | есери і Рада селянських депутатів                    |
| 355                  | Нікотін Володимир Михайлович               | Південно-Західний фронт | № 1      | есери і Рада селянських депутатів                    |
| 356                  | Німвицький Борис Миколайович               | Петроградський          | № 2      | РСДРП (б)                                            |
| 357                  | Новгородцев Павло Іванович                 | Москва-столиця          | № 1      | Народна свобода                                      |
| 358                  | Ногін Віктор Павлович                      | Московський             | № 5      | РСДРП(б)                                             |

## О
| № по порядку (п / п) | Прізвище (псевдонім) ім'я ім'я по батькові    | Виборчий округ  | № списку | Організація                                                          |
| -------------------- | --------------------------------------------- | --------------- | -------- | -------------------------------------------------------------------- |
| 359                  | Ованесян-Варандян Мікаел Артемович            | Закавказький    | № 4      | Дашнакцутюн                                                          |
| 360                  | Овчаренко Андрій Титович                      | Харківський     | № 5      | «Земля і Воля»                                                       |
| 361                  | Оганджанян Амазасп Іванович                   | Закавказький    | № 4      | Дашнакцутюн                                                          |
| 362                  | Огановський Микола Петрович                   | Воронезький     | № 3      | есери                                                                |
| 363                  | Одинець Гаврило Матвійович                    | Чернігівський   | № 10     | Українські соціалісти-революціонери з Українською Селянською спілкою |
| 364                  | Одинцов Адріан Григорович                     | Тамбовський     | № 1      | есери і Рада селянських депутатів                                    |
| 365                  | Озембловський Іван Густавович                 | Курський        | № 4      | РСДРП (б)                                                            |
| 366                  | Окулов Олексій Іванович                       | Єнісейський     | № 2      | РСДРП (б)                                                            |
| 367                  | Ольмінський Михайло Степанович (Александров)  | Тамбовський     | № 7      | РСДРП (б)                                                            |
| 368                  | Ольхін Микола Миколайович                     | Псковський      | № 3      | есери і Рада селянських депутатів                                    |
| 369                  | Омелько Михайло Федорович                     | Томський        | № 2      | есери                                                                |
| 370                  | Оніпко Федот Михайлович                       | Ставропольський | № 1      | есери і Рада селянських депутатів                                    |
| 371                  | Оболенський Валер'ян Валер'янович (Осинський) | Рязанський      | № 5      | РСДРП (б)                                                            |
| 372                  | Осинцев Микола Кіндратович                    | Уфимський       | № 9      | есери і Рада селянських депутатів                                    |

## П
| № по порядку (п / п) | Прізвище (псевдонім) ім'я ім'я по батькові | Виборчий округ          | № списку | Організація                                                        |
| -------------------- | ------------------------------------------ | ----------------------- | -------- | ------------------------------------------------------------------ |
| 373                  | Павлов Володимир Євгенович                 | Московський             | № 3      | есери                                                              |
| 374                  | Павлов Федір Костянтинович                 | Рязанський              | № 3      | есери і Рада селянських депутатів                                  |
| 375                  | Панчурін Павло Іванович                    | Саратовський            | № 12     | есери і Рада селянських депутатів                                  |
| 376                  | Пароль Микола Іванович                     | Калузький               | № 2      | есери і губернський З'їзд Рад селянських депутатів                 |
| 377                  | Пастухов Іван Дмитрович                    | Вятський                | № 11     | РСДРП (б)                                                          |
| 378                  | Пахомов Василь Васильович                  | Курський                | № 1      | есери                                                              |
| 379                  | Пашин Ілля Михайлович                      | Новгородський           | № 6      | РСДРП (б)                                                          |
| 380                  | Пегельман Ганс Густавович                  | Естляндський            | № 2      | РСДРП (б) і ІК безземельних і малоземельних селян                  |
| 381                  | Петерсон Карл Андрійович                   | Ліфляндський            | № 3      | соціал-демократи Латвії                                            |
| 382                  | Петлюра Симон Васильович                   | Румунський фронт        | № 1      | українська соціалістична організація                               |
| 383                  | Петренко Назар Антонович                   | Полтавський             | № 8      | Українська Селянська спілка та Українські соціалісти-революціонери |
| 384                  | Петров Валер'ян Гаврилович                 | Приамурский             | № 2      | Рада селянських депутатів                                          |
| 385                  | Петров Дмитро Петрович                     | Симбірський             | № 2      | З'їзд селянських депутатів і есери                                 |
| 386                  | Петровський Григорій Іванович              | Катеринославський       | № 9      | РСДРП (б) і Бахмутський Рада селянських депутатів                  |
| 387                  | Пінсон Борис Давидович                     | Вітебський              | № 5      | РСДРП (б)                                                          |
| 388                  | Пісначевський Віктор Онуфрійович           | Румунський фронт        | № 1      | українська соціалістична організація                               |
| 389                  | Подвіцький Віктор Володимирович            | Смоленський             | № 3      | есери і Рада селянських депутатів                                  |
| 390                  | Подвойський Микола Ілліч                   | Північний фронт         | № 5      | РСДРП (б)                                                          |
| 391                  | Позерн Борис Павлович                      | Петербурзький           | № 2      | РСДРП (б)                                                          |
| 392                  | Покровський Георгій Костянтинович          | Псковський              | № 3      | есери                                                              |
| 393                  | Покровський Михайло Миколайович            | Смоленський             | № 7      | РСДРП (б)                                                          |
| 394                  | Полоз Михайло Миколайович                  | Полтавський             | № 17     | українські соціалісти-революціонери і есери                        |
| 395                  | Полоцький Олександр Аркадійович            | Полтавський             | № 8      | Українська Селянська спілка та Українські соціалісти-революціонери |
| 396                  | Поляков Михайло Харитонович                | Оренбурзький            | № 3      | З'їзд есерів і з'їзд селянських депутатів                          |
| 397                  | Попов Іван Васильович                      | Вятський                | № 11     | РСДРП (б)                                                          |
| 398                  | Попов Іван Петрович                        | Таврійський             | № 5      | есери і Рада селянських депутатів                                  |
| 399                  | Попов Микола Михайлович                    | Харківський             | № 5      | «Земля і Воля»                                                     |
| 400                  | Попов Семен Степанович                     | Катеринославський       | № 3      | «Земля і Воля»                                                     |
| 401                  | Поска Іван Іванович                        | Естляндський            | № 7      | Естонський Демократичний блок                                      |
| 402                  | Постніков Сергій Порфирович                | Воронезький             | № 3      | есери                                                              |
| 403                  | Почекуєв Кирило Тихонович                  | Симбірський             | № 2      | З'їзд селянських депутатів і есери                                 |
| 404                  | Прохоров Іван Михайлович                   | Пензенський             | № 4      | есери                                                              |
| 405                  | Пумпянський Микола Петрович                | Забайкальський          | № 4      | есери                                                              |
| 406                  | Пижев Олександр Іванович                   | Кавказький фронт        | № 3      | есери                                                              |
| 407                  | П'яних Іван Омелянович                     | Курський                | № 1      | есери                                                              |
| 408                  | П'ятаков Георгій Леонідович                | Чернігівський           | № 9      | РСДРП (б)                                                          |
| 409                  | П'ятаков Леонід Леонідович                 | Південно-Західний фронт | № 4      | РСДРП(б)                                                           |

## Р
| № по порядку (п / п) | Прізвище (псевдонім) ім'я ім'я по батькові | Виборчий округ          | № списку | Організація                                             |
| -------------------- | ------------------------------------------ | ----------------------- | -------- | ------------------------------------------------------- |
| 410                  | Рабинович Борис Миколайович                | Північний фронт         | № 3      | есери і Рада селянських депутатів                       |
| 411                  | Рабчинський Іван Васильович                | Естляндський            | № 2      | РСДРП (б) і ІК безземельного і малоземельного селянства |
| 412                  | Радомський Олександр Максимович            | Катеринославський       | № 5      | Селянська спілка                                        |
| 413                  | Ракитников Микола Іванович                 | Саратовський            | № 12     | есери і Рада селянських депутатів                       |
| 414                  | Раков Дмитро Федорович                     | Нижньогородський        | № 3      | есери і Рада селянських депутатів                       |
| 415                  | Рамазанов Костянтин Измаилович             | Алтайський              | № 2      | есери і Рада селянських депутатів                       |
| 416                  | Рамішвілі Ісидор Іванович                  | Закавказький            | № 1      | РСДРП                                                   |
| 417                  | Рамішвілі Ной Віссаріонович                | Закавказький            | № 1      | РСДРП                                                   |
| 418                  | Раппопорт Шльом Аронович                   | Могильовський           | № 1      | Рада селянських депутатів і есери                       |
| 419                  | Раскольников Федір Федорович (Ільїн)       | Петроградський          | № 2      | РСДРП (б)                                               |
| 420                  | Растопчин Микола Петрович                  | Костромський            | № 4      | РСДРП (б)                                               |
| 421                  | Расул-Заде Мемед-Емін Алекперов-огли       | Закавказький            | № 10     | Мусульманський національний комітет і «Мусават»         |
| 422                  | Расчесаєв Микола Васильович                | Вологодський            | № 1      | Рада селянських депутатів і есери                       |
| 423                  | Ремізов Михайло Петрович                   | Смоленський             | № 7      | РСДРП (б)                                               |
| 424                  | Рівкін Залмон Осерович                     | Вітебський              | № 5      | РСДРП (б)                                               |
| 425                  | Ріхтер Володимир Миколайович               | Херсонський             | № 4      | Рада селянських депутатів                               |
| 426                  | Рогов Олексій Гаврилович                   | Єнісейський             | № 2      | РСДРП (б)                                               |
| 427                  | Роговський Євген Францевич                 | Алтайський              | № 2      | есери і Рада селянських депутатів                       |
| 428                  | Рогозінський Микола Володимирович          | Західний фронт          | № 9      | РСДРП (б)                                               |
| 429                  | Родичев Федір Ізмайлович                   | Петроград-столиця       | № 2      | Народна свобода                                         |
| 430                  | Розенблюм Дмитро Самойлович (Фірсов)       | Катеринославський       | № 3      | «Земля і Воля»                                          |
| 431                  | Розін Фрідріх Адамович                     | Ліфляндський            | № 3      | соціал-демократи Латвії                                 |
| 432                  | Розмирович Олена Федорівна                 | Південно-Західний фронт | № 4      | РСДРП (б)                                               |
| 433                  | Романенко Іван Степанович                  | Катеринославський       | № 5      | Селянська спілка                                        |
| 434                  | Романенко Павло Іванович                   | Курський                | № 1      | есери                                                   |
| 435                  | Романов Іван Романович                     | Нижегородський          | № 7      | РСДРП (б)                                               |
| 436                  | Росин Андрій Васильович                    | Катеринославський       | № 5      | Селянська спілка                                        |
| 437                  | Руднєв Вадим Вікторович                    | Алтайський              | № 2      | есери і Рада селянських депутатів                       |
| 438                  | Руд'єв Василь Михайлович                   | Бессарабський           | № 1      | Поради селянських депутатів                             |
| 439                  | Русанов Андріан Йосипович                  | Курський                | № 1      | есери                                                   |
| 440                  | Риков Олексій Іванович                     | Ярославський            | № 7      | соціал-демократи інтернаціоналісти (більшовики)         |
| 441                  | Риндич Адріан Пилипович                    | Чернігівський           | № 9      | РСДРП (б)                                               |
| 442                  | Рябов Іван Іванович                        | Тамбовський             | № 1      | есери і Рада селянських депутатів                       |
| 443                  | Рязанов Давид Борисович (Гольдендах)       | Румунський фронт        | № 6      | РСДРП(б)                                                |
|                      |                                            |                         |          |                                                         |

## С
| № по порядку (п / п) | Прізвище (псевдонім) ім'я ім'я по батькові          | Виборчий округ                      | № списку | Організація                                                          |
| -------------------- | --------------------------------------------------- | ----------------------------------- | -------- | -------------------------------------------------------------------- |
| 444                  | Саєнко Микола Ферапонтович                          | Чернігівський                       | № 10     | Українські соціалісти-революціонери з Українською Селянською спілкою |
| 445                  | Саламатов Петро Тимофійович                         | Вятський                            | № 3      | З'їзд селянських депутатів і есери                                   |
| 446                  | Салехов Самігулла Валіуллович                       | Казанський                          | № 4      | мусульманське збори                                                  |
| 447                  | Сапронов Тимофій Володимирович (Широков)            | Московський                         | № 5      | РСДРП (б) інтернаціоналістів (більшовиків)                           |
| 448                  | Саркисьянц Саркіс Мнацаканович                      | Вітебський                          | № 5      | РСДРП (б)                                                            |
| 449                  | Сафонов Михайло Іванович                            | Псковський                          | № 3      | есери і Рада селянських депутатів                                    |
| 450                  | Свердлов Яків Михайлович                            | Симбірський                         | № 10     | РСДРП (б)                                                            |
| 451                  | Святицький Микола Володимирович                     | Харківський                         | № 5      | «Земля і Воля»                                                       |
| 452                  | Сєвєров-Одоєвський Опанас Семенович                 | Харківський                         | № 5      | «Земля і Воля»                                                       |
| 453                  | Седякин Олександр Гнатович                          | Північний фронт                     | № 5      | РСДРП (б)                                                            |
| 454                  | Сейдамет Сеїд Джафер                                | Таврійський                         | № 5      | Тимчасовий Кримський мусульманський ІК                               |
| 455                  | Селезньов Володимир Сергійович                      | Мінський                            | № 9      | РСДРП (б)                                                            |
| 456                  | Сельяма Юліус Юрійович                              | Естляндський                        | № 3      | Естонська трудова партія                                             |
| 457                  | Семенов Федір Семенович (Лісієнко Арсеній Павлович) | Томський                            | № 2      | есери                                                                |
| 458                  | Семеняга Тиміш Петрович                             | Полтавський                         | № 8      | Українська Селянська спілка та Українські соціалісти-революціонери   |
| 459                  | Сергєєв Федір Андрійович (Артем)                    | Харківський                         | № 3      | РСДРП (б)                                                            |
| 460                  | Середа Семен Пафнутьєвич                            | Рязанський                          | № 5      | РСДРП (б)                                                            |
| 461                  | Сігов Михайло Олексійович                           | Пермський                           | № 2      | есери і Рада селянських депутатів                                    |
| 462                  | Склянський Єфраїм Маркович                          | Північний фронт                     | № 5      | РСДРП (б)                                                            |
| 463                  | Скляр Йосип Шимонович                               | Херсонський                         | № 9      | РСДРП (б)                                                            |
| 464                  | Скобелєв Матвій Іванович                            | Закавказький                        | № 1      | РСДРП                                                                |
| 465                  | Сльотова-Чернова Анастасія Миколаївна               | Тамбовський                         | № 1      | есери і Рада селянських депутатів                                    |
| 466                  | Слонім Марк Львович                                 | Бессарабський                       | № 2      | есери                                                                |
| 467                  | Смідович Петро Гермогенович                         | Москва-столиця                      | № 5      | РСДРП інтернаціоналістів (більшовиків)                               |
| 468                  | Смілга Івар Тенісович                               | Північний фронт                     | № 5      | РСДРП (б)                                                            |
| 469                  | Смирнов, Олександр (Фома)                           | Московський                         | № 5      | РСДРП інтернаціоналістів (більшовиків)                               |
| 470                  | Смирнов Іван Давидович                              | Воронезький                         | № 3      | есерів                                                               |
| 471                  | Смирнов Іван Микитович                              | Томський                            | ?        | більшовик                                                            |
| 472                  | Соколов Борис Федорович                             | Південно-Західний фронт             | № 1      | есери і Рада селянських депутатів                                    |
| 473                  | Соколов Микола Миколайович                          | Новгородський                       | № 4      | есери                                                                |
| 474                  | Соколов Федір Андрійович                            | Володимирський                      | № 3      | З'їзд селянських депутатів і есери                                   |
| 475                  | Сокольников Григорій Якович (Діамант)               | Товариський                         | № 6      | РСДРП (б)                                                            |
| 476                  | Солерс Борис Іванович                               | Румунський фронт                    | № 6      | РСДРП (б)                                                            |
| 477                  | Сорокін Юхим Іванович                               | Рязанський                          | № 3      | есери і Рада селянських депутатів                                    |
| 478                  | Сорокін Іван Степанович                             | Оренбурзький                        | № 3      | З'їзд есерів і з'їзд селянських депутатів                            |
| 479                  | Сорокін Питирим Олександрович                       | Вологодський                        | № 1      | Рада селянських депутатів і есери                                    |
| 480                  | Сорокін Федір Іванович                              | Приамурський                        | № 2      | Рада селянських депутатів                                            |
| 481                  | Сосновський Лев Семенович                           | Пермський                           | № 6      | РСДРП (б)                                                            |
| 482                  | Сотнін Іван Васильович                              | Алтайський                          | № 2      | есери і Рада селянських депутатів                                    |
| 483                  | Сочева Олександр Миронович                          | Катеринославський                   | № 3      | «Земля і Воля»                                                       |
| 484                  | Спиридонова Марія Олександрівна                     | Володимирський                      | № 3      | З'їзд селянських депутатів і есери                                   |
| 485                  | Спунде Олександр Петрович                           | Вятський                            | № 11     | РСДРП (б)                                                            |
| 486                  | Сталін Йосип Віссаріонович (Джугашвілі)             | Петроград-столиця                   | № 4      | ЦК                                                                   |
| 487                  | Стенька Яків Миколайович                            | Полтавський                         | № 8      | Українська Селянська спілка та Українські соціалісти-революціонери   |
| 488                  | Степаненко Аркадій Степанович                       | Полтавський                         | № 8      | Українська Селянська спілка та Українські соціалісти-революціонери   |
| 489                  | Скворцов-Степанов Іван Іванович                     | Москва-столиця                      | № 5      | соціал-демократи інтернаціоналісти (більшовики)                      |
| 490                  | Сторубель Федір Хомич                               | Катеринославський                   | № 5      | Селянська спілка                                                     |
| 491                  | Стрельцов Микола Арсенійович                        | Східно-Китайський залізничний округ | № 2      | РСДРП (про)                                                          |
| 492                  | Стрельцов Олександр Іванович                        | Харківський                         | № 5      | есери                                                                |
| 493                  | Строменко Василь Іоаннікієвич                       | Катеринославський                   | № 5      | Селянська спілка                                                     |
| 494                  | Стуков Інокентій Миколайович                        | Калузький                           | № 7      | РСДРП (б)                                                            |
| 495                  | Стучка Петро Іванович                               | Північний фронт                     | № 5      | РСДРП (б)                                                            |
| 496                  | Ганієв Султан-Меджид                                | Закавказький                        | № 14     | мусульмани Росії                                                     |
| 497                  | Султанов Хосров-бек                                 | Закавказький                        | № 10     | Мусульманський національний комітет і партія «Мусават»               |
| 498                  | Сумгін Михайло Іванович                             | Нижньогородський                    | № 3      | есери і Рада селянських депутатів                                    |
| 499                  | Сюнчелей Шариф Хамідуллович                         | Уфимський                           | № 3      | Рада селянських депутатів                                            |
| 500                  | Сургай Павло Кіпріянович                            | Катеринославський                   | № 5      | Селянська спілка                                                     |
| 501                  | Сургучов Дмитро Павлович                            | Південно-Західний фронт             | № 1      | есери і Рада селянських депутатів                                    |
| 502                  | Суханов Олексій Степанович                          | Тбіліський                          | № 3      | народні-соціалісти і Селянський Союз                                 |
| 503                  | Суханов Микола Петрович                             | Казанський                          | № 11     | есери і Рада селянських депутатів                                    |
| 504                  | Суханов Павло Степанович                            | Тбіліський                          | № 6      | З'їзд селянських депутатів і есери                                   |
| 505                  | Сухарєв Трохим Андрійович                           | Рязанський                          | № 3      | есери і Рада селянських депутатів                                    |
| 506                  | Сухов Костянтин Олександрович                       | Бессарабський                       | № 2      | есери                                                                |
| 507                  | Сухов Лев Олександрович                             | Бессарабський                       | № 2      | есери                                                                |
| 508                  | Сухомлин Василь Васильович                          | Томський                            | № 2      | есери                                                                |

## Т
| № по порядку (п / п) | Прізвище (псевдонім) ім'я ім'я по батькові | Виборчий округ          | № списку | Організація                                     |
| -------------------- | ------------------------------------------ | ----------------------- | -------- | ----------------------------------------------- |
| 509                  | Таганов Андрій Іванович                    | Мінський                | № 9      | РСДРП (б)                                       |
| 510                  | Тарабукін Степан Кузьмич (Тарін)           | Пермський               | № 2      | есери і Рада селянських депутатів               |
| 511                  | Теннісон Ян Янович                         | Естляндський            | № 7      | Естонський демократичний блок                   |
| 512                  | Терегулов Гумер Халібрахманович            | Уфимський               | № 1      | Мусульманський національний Рада                |
| 513                  | Терещенко Кузьма Кирилович                 | Астраханський           | № 3      | Рада селянських депутатів і есери               |
| 514                  | Терлецький Євген Петрович                  | Полтавський             | № 17     | українські соціалісти-революціонери і есери     |
| 515                  | Терниченко Аристарх Григорович             | Румунський фронт        | № 1      | українські соціалістичні організації            |
| 516                  | Тимофєєв Євген Михайлович                  | Іркутський              | № 1      | есери і Селянський союз                         |
| 517                  | Титов Гермоген Титович                     | Симбірський             | № 2      | З'їзд селянських депутатів і есери              |
| 518                  | Тихменєв Микола Сергійович                 | Західний фронт          | № 9      | РСДРП (б)                                       |
| 519                  | Тихомиров Костянтин Павлович               | Тверський               | № 3      | есери і губернська Рада селянських депутатів    |
| 520                  | Толстов Петро Миколайович                  | Таврійський             | № 5      | есери і Рада селянських депутатів               |
| 521                  | Топчибашев Алі-Мардан-бек                  | Закавказький            | № 10     | Мусульманський національний комітет і «Мусават» |
| 522                  | Тришевський Петро Андрійович               | Херсонський             | № 4      | Рада селянських депутатів                       |
| 523                  | Тройчук Яків Онисимович                    | Херсонський             | № 4      | Рада селянських депутатів                       |
| 524                  | Троцький Лев Давидович                     | Новгородський           | № 6      | РСДРП (б)                                       |
| 525                  | Трояновський Олександр Антонович           | Південно-Західний фронт | № 2      | РСДРП (об)                                      |
| 526                  | Трубачов Петро Данилович                   | Південно-Західний фронт | № 4      | РСДРП (б)                                       |
| 527                  | Трусов Олександр Євдокимович               | Астраханський           | № 4      | РСДРП (б)                                       |
| 528                  | Трутовський Володимир Євгенович            | Уфимський               | № 9      | есери і Рада селянських депутатів               |
| 529                  | Туманов Леон Георгійович                   | Кавказький фронт        | № 3      | есери                                           |
| 530                  | Тухватуллін Фатіх Насирович                | Пермський               | № 9      | Башкиро-татарська група                         |
| 531                  | Туктаров Махмуд Фуад                       | Самарський              | № 13     | Мусульманське «Шуро»                            |
| 532                  | Тюриков Дмитро Васильович (Скоропоспєшнов) | Нижньогородський        | № 3      | есери і Рада селянських депутатів               |

## У
| № по порядку (п / п) | Прізвище (псевдонім) ім'я ім'я по батькові | Виборчий округ    | № списку | Організація                                   |
| -------------------- | ------------------------------------------ | ----------------- | -------- | --------------------------------------------- |
| 533                  | Уншліхт Йосип Станіславович                | Петроград-столиця | № 4      | ЦК                                            |
| 534                  | Урицький Мойсей Соломонович                | Новгородський     | № 6      | РСДРП (б)                                     |
| 535                  | Устинов Олексій Михайлович                 | Саратовський      | № 12     | есери і Рада селянських депутатів             |
| 536                  | Усуббеков Насіб-бек-Уссуб-бек-огли         | Закавказький      | № 10     | Мусульманський національний комітет «Мусават» |
| 537                  | Утгоф Володимир Львович                    | Північний фронт   | № 3      | есери і Ради селянських депутатів             |
| 538                  | Уткін Василь Іванович                      | Псковський        | № 3      | есери і Рада селянських депутатів             |
| 539                  | Ушарнов Михайло Павлович                   | Псковський        | № 6      | РСДРП(б)                                      |

## Ф
| № по порядку (п / п) | Прізвище (псевдонім) ім'я ім'я по батькові | Виборчий округ          | № списку | Організація                       |
| -------------------- | ------------------------------------------ | ----------------------- | -------- | --------------------------------- |
| 540                  | Фахретдінов Габдул-Ахад Різаітдіновіч      | Оренбурзький            | № 9      | башкирська федерація              |
| 541                  | Феденьов Інокентій Павлович                | Західний фронт          | № 9      | РСДРП (б)                         |
| 542                  | Федорович Флоріан Флоріанович              | Пензенський             | № 4      | есери                             |
| 543                  | Феофілактов Олексій Євгенович              | Херсонський             | № 4      | Рада селянських депутатів         |
| 544                  | Філатов Василь Олександрович               | Уфимський               | № 9      | есери і Рада селянських депутатів |
| 545                  | Філіповський Василь Миколайович            | Південно-Західний фронт | № 1      | есери і Ради селянських депутатів |
| 546                  | Фокеєв Михайло Семенович                   | Нижньогородський        | № 3      | есери і Рада селянських депутатів |
| 547                  | Фокін Ігнатій Іванович                     | Орловський              | № 8      | РСДРП (б)                         |
| 548                  | Фомін Ніл Валер'янович                     | Єнісейський             | № 3      | есери                             |
| 549                  | Фортунатов Борис Костянтинович             | Самарський              | № 3      | есери і Рада селянських депутатів |
| 550                  | Фрейман Василь Миколайович                 | Мінський                | № 9      | РСДРП (б)                         |
| 551                  | Фрунзе Михайло Васильович                  | Володимирський          | № 6      | РСДРП(б)                          |

## Х
| № по порядку (п / п) | Прізвище (псевдонім) ім'я ім'я по батькові | Виборчий округ | № списку | Організація                       |
| -------------------- | ------------------------------------------ | -------------- | -------- | --------------------------------- |
| 552                  | Халфін Назип Латилович                     | Казанський     | № 4      | мусульманське збори               |
| 553                  | Ходотов Микола Іванович                    | Орловський     | № 3      | есери і Рада селянських депутатів |
| 554                  | Холодов Борис Якович                       | Курський       | № 1      | есери                             |
| 555                  | Хреновський Костянтин Митрофанович         | Воронезький    | № 3      | есери                             |
| 556                  | Хрисаненков Лук'ян Опанасович              | Могильовський  | № 1      | Рада селянських депутатів і есери |

## Ц
| № по порядку (п / п) | Прізвище (псевдонім) ім'я ім'я по батькові | Виборчий округ | № списку | Організація                       |
| -------------------- | ------------------------------------------ | -------------- | -------- | --------------------------------- |
| 557                  | Цаліков Ахмет-бек Тімбулатович             | Симбірський    | № 8      | Мусульманська партія «Шуро»       |
| 558                  | Цвєтаєв Олександр Олексійович              | Могильовський  | № 1      | Рада селянських депутатів і есери |
| 559                  | Цвіллінг Самуїл Мойсейович                 | Оренбурзький   | № 8      | РСДРП (б)                         |
| 560                  | Церетелі Іраклій Георгійович               | Закавказький   | № 1      | РСДРП                             |
| 561                  | Цинговатов Йосип Олексійович               | Пензенський    | № 4      | есери                             |

## Ч
| № по порядку (п / п) | Прізвище (псевдонім) ім'я ім'я по батькові | Виборчий округ          | № списку | Організація                                      |
| -------------------- | ------------------------------------------ | ----------------------- | -------- | ------------------------------------------------ |
| 562                  | Чайкін Вадим Опанасович                    | ферганський             | № 2      | общеферганскій                                   |
| 563                  | Чайковський Микола Васильович              | Вятський                | № 5      | народні-соціалісти і національний союз черемисов |
| 564                  | Черненков Борис Миколайович                | Саратовський            | № 12     | есери і Рада селянських депутатів                |
| 565                  | Чернов Віктор Михайлович                   | Тамбовський             | № 1      | есери і Рада селянських депутатів                |
| 566                  | Чернишов Федір Дмитрович                   | Тамбовський             | № 1      | есери і Рада селянських депутатів                |
| 567                  | Чехівський Володимир Мусійович             | Херсонський             | № 8      | Українська соціал-демократична робітнича партія  |
| 568                  | Чешейко-Сохацький Стефан Вацловіч          | Вітебський              | № 5      | РСДРП (б)                                        |
| 569                  | Чудновський Григорій Ісаакович             | Південно-Західний фронт | № 4      | РСДРП (б)                                        |
| 570                  | Чупахін Василь Прокопович                  | Самарський              | № 3      | есери і Рада селянських депутатів                |
| 571                  | Чуцкаев Сергій Єгорович                    | Оренбурзький            | № 8      | РСДРП (б)                                        |
| 572                  | Чхеїдзе Микола Семенович                   | Закавказький            | № 1      | РСДРП                                            |
| 573                  | Чхенкелі Акакій Іванович                   | Закавказький            | № 1      | РСДРП                                            |

## Ш
| № по порядку (п / п) | Прізвище (псевдонім) ім'я ім'я по батькові | Виборчий округ    | № списку | Організація                                       |
| -------------------- | ------------------------------------------ | ----------------- | -------- | ------------------------------------------------- |
| 574                  | Шаповал Микита Юхимович                    | Чернігівський     | № 10     | Українські есери з Українською Селянською спілкою |
| 575                  | Шапошников Акиндін Іванович                | Алтайський        | № 2      | есери і Рада селянських депутатів                 |
| 576                  | Шаумян Степан Георгійович                  | Закавказький      | № 5      | РСДРП (б)                                         |
| 577                  | Шахатунян Аветис Тигранович                | Закавказький      | № 4      | Дашнакцутюн                                       |
| 578                  | Швецов Сергій Порфирович                   | Донський          | № 2      | есери                                             |
| 579                  | Шейман Арон Абрамович                      | Північний фронт   | № 5      | РСДРП (б)                                         |
| 580                  | Шиша Роман Лук'янович                      | Могильовський     | № 1      | Рада селянських депутатів і есери                 |
| 581                  | Шишарін Інокентій Олексійович              | Томський          | № 2      | есери                                             |
| 582                  | Шишкін Матвій Дмитрович                    | Олонецький        | № 1      | З'їзд селянських депутатів                        |
| 583                  | Шкорбатов Микола Андрійович                | Харківський       | № 5      | «Земля і Воля»                                    |
| 584                  | Шлегель Никодим Валеріанович               | Мінський          | № 9      | РСДРП (б)                                         |
| 585                  | Шліхтер Олександр Григорович               | Тамбовський       | № 7      | РСДРП (б)                                         |
| 586                  | Шмельов, Микола Андрійович                 | Румунський фронт  | № 3      | есери і Рада селянських депутатів                 |
| 587                  | Шмідт Василь Володимирович                 | Товариський       | № 6      | РСДРП (б)                                         |
| 588                  | Шнирєв Данило Семенович                    | Алтайський        | № 2      | есери і Рада селянських депутатів                 |
| 589                  | Шотман Олександр Васильович                | Петроградський    | № 2      | РСДРП (б)                                         |
| 590                  | Шраг Микола Ілліч                          | Чернігівський     | № 10     | Українські есери з Українською Селянською спілкою |
| 591                  | Шрейдер Григорій Ілліч                     | Петроград-столиця | № 9      | есери                                             |
| 592                  | Штейнберг Ісаак Захарович                  | Уфимський         | № 9      | есери і Рада селянських депутатів                 |
| 593                  | Шулаков Костянтин Степанович               | Вятський          | № 3      | З'їзд селянських депутатів і есери                |

## Е, Ю
| № по порядку (п / п) | Прізвище (псевдонім) ім'я ім'я по батькові | Виборчий округ | № списку | Організація                       |
| -------------------- | ------------------------------------------ | -------------- | -------- | --------------------------------- |
| 594                  | Ейдеман Роберт Петрович                    | Єнісейський    | № 3      | есери                             |
| 595                  | Юров (Охотін) Андрій Якович                | Псковський     | № 6      | РСДРП (б)                         |
| 596                  | Юрецький Петро Семенович                   | Вологодський   | № 1      | Рада селянських депутатів і есери |
| 597                  | Юріцин Сергій Петрович                     | Херсонський    | № 4      | Рада селянських депутатів         |

## Я
| № по порядку (п / п) | Прізвище (псевдонім) ім'я ім'я по батькові | Виборчий округ | № списку | Організація                                                        |
| -------------------- | ------------------------------------------ | -------------- | -------- | ------------------------------------------------------------------ |
| 598                  | Яковлєв Олександр Іванович                 | Західний фронт | № 9      | РСДРП (б)                                                          |
| 599                  | Яковлєва Варвара Миколаївна                | Тульський      | № 5      | революційна соціал-демократія більшовиків                          |
| 600                  | Янко Олександр Петрович                    | Полтавський    | № 8      | Українська Селянська спілка та Українські соціалісти-революціонери |
| 601                  | Ярославський Омелян Михайлович             | Москва-столиця | № 5      | РСДРП інтернаціоналістів (більшовиків).                            |

## Додатковий список членів
| № по порядку (п / п) | Прізвище (псевдонім) ім'я ім'я по батькові      | Виборчий округ          | № списку | Організація                                                          |
| -------------------- | ----------------------------------------------- | ----------------------- | -------- | -------------------------------------------------------------------- |
| 602                  | Агєєв Павло Михайлович                          | Донський                | № 4      | козачий                                                              |
| 603                  | Андронников Володимир Миколайович               | Пермський               | № 6      | РСДРП (б)                                                            |
| 604                  | Антонов Володимир Павлович                      | Саратовський            | № 10     | РСДРП (б)                                                            |
| 605                  | Араканцев Михайло Петрович                      | Донський                | № 4      | козачий                                                              |
| 606                  | Асмолов Володимир Іванович                      | Херсонський             | № 4      | Рада селянських депутатів                                            |
| 607                  | Атабекьян Левон Миколайович                     | Закавказький            | № 3      | есери                                                                |
| 608                  | Ахундов Джафар Ахунд                            | Закавказький            | № 11     | РСДРП «Гуммет»                                                       |
| 609                  | Бабин Борис В'ячеславович                       | Донський                | № 2      | есери                                                                |
| 610                  | Балай Осип Семенович                            | Мінський                | № 12     | есери і Рада селянських депутатів                                    |
| 611                  | Баранцев Трохим Володимирович                   | Тбіліський              | № 6      | З'їзд селянських депутатів і есери                                   |
| 612                  | Баянов Санджой Баянович                         | Прикаспійський          | № 1      | ?                                                                    |
| 613                  | Бекзадян Йосип Артемович                        | Закавказький            | № 1      | РСДРП                                                                |
| 614                  | Богаєвський Митрофан Петрович                   | Донський                | № 4      | Козачий                                                              |
| 615                  | Вампілун Баертон Гандаловіч                     | Іркутський              | № 5      | Бурят. нац.                                                          |
| 616                  | Василевський Терентій Якович                    | Могильовський           | № 1      | Рада селянських депутатів і есери                                    |
| 617                  | Васильченко Семен Пилипович                     | Донський                | № 5      | РСДРП (б)                                                            |
| 618                  | Веліхов Лев Олександрович                       | Херсонський             | № 5      | кадети                                                               |
| 619                  | Винниченко Володимир Кирилович                  | Київський               | № 1      | українські соціалісти-революціонери                                  |
| 620                  | Воронков Митрофан Семенович                     | Донський                | № 4      | козачий                                                              |
| 621                  | Воронков Михайло Іванович                       | Рязанський              | № 5      | РСДРП (б)                                                            |
| 622                  | Гаврилов Микола Андрійович                      | Іркутський              | № 7      | соціал-демократи (більшовики) і меншовики-інтернаціоналісти          |
| 623                  | Газазян Корюн Олександрович                     | Закавказький            | № 4      | Дашнакцутюн                                                          |
| 624                  | Георгадзе Григорій Тимофійович                  | Закавказький            | № 1      | РСДРП                                                                |
| 625                  | Гінзбург Вольф Захарович                        | Калузький               | № 7      | РСДРП (б)                                                            |
| 626                  | Головізін Василь Петрович                       | Вятський                | № 3      | З'їзд селянських депутатів і есери                                   |
| 627                  | Грушевський Михайло Сергійович                  | Київський               | № 1      | українські соціалісти-революціонери                                  |
| 628                  | Джібладзе Володимир Георгійович                 | Закавказький            | № 1      | РСДРП                                                                |
| 629                  | Добромислов Олександр Миколайович               | Забайкальський          | № 4      | есери                                                                |
| 630                  | Донченко Сергій Аврамович                       | Київський               | № 1      | українські соціалісти-революціонери                                  |
| 631                  | Долгов Олександр Андрійович                     | Південно-Західний фронт | № 3      | українські соціалісти-революціонери                                  |
| 632                  | Єременчук Григорій Прокопович                   | Херсонський             | № 4      | Рада селянських депутатів                                            |
| 633                  | Єрмощенко Веніамін Йосипович                    | Самарський              | № 2      | РСДРП (б)                                                            |
| 634                  | Єрхан Пантелеймон Васильович                    | Бессарабський           | № 1      | Поради селянських депутатів                                          |
| 635                  | Ільченко Олександр Пантелеймонович              | Київський               | № 1      | українські соціалісти-революціонери                                  |
| 636                  | Імас Ізраїль Володимирович                      | Бессарабський           | № 2      | есери                                                                |
| 637                  | Каледін Олексій Максимович                      | Донський                | № 4      | козачий                                                              |
| 638                  | Кардашов Микола Миколайович                     | Воронезький             | № 2      | РСДРП (б) і інші інтернаціоналісти                                   |
| 639                  | Колесников Кузьма Давидович                     | Донський                | № 2      | есери                                                                |
| 640                  | Колесников Сергій Сергійович                    | Тульський               | № 5      | революційні соціал-демократи (більшовики)                            |
| 641                  | Кокушкіна Іван Олексійович                      | Московський             | № 5      | РСДРП (б)                                                            |
| 642                  | Коновалов Олександр Іванович (політик)          | Ярославський            | № 2      | Народна свобода                                                      |
| 643                  | Косоротов Павло Леонтійович                     | Алтайський              | № 2      | есери і Рада селянських депутатів                                    |
| 644                  | Котик Євген Степанович                          | Київський               | № 1      | Українські соціалісти-революціонери і Селянська спілка               |
| 645                  | Кожокар Феодосій Петрович                       | Бессарабський           | № 1      | Поради селянських депутатів                                          |
| 646                  | Котов Іван Іванович (політик)                   | Саратовський            | № 12     | есери і Рада селянських депутатів                                    |
| 647                  | Ксенофонтов Гаврило Васильович                  | Якутський               | № 1      | Трудовий союз федералістів                                           |
| 648                  | Кроль Мойсей Аароновіч                          | Іркутський              | № 1      | есери і Селянський Союз                                              |
| 649                  | Куватов Гумер Мухамедгалімович                  | Уфимський               | № 11     | Федерація башкирів                                                   |
| 650                  | Кузьменко Андрій Захарович                      | Чернігівський           | № 10     | Українські соціалісти-революціонери з Українською Селянською спілкою |
| 651                  | Курилов Бенедикт Вікторович                     | Донський                | № 2      | есери                                                                |
| 652                  | Леплевський Герш Мовшович                       | Могильовський           | № 11     | РСДРП (б)                                                            |
| 653                  | Лозовський Соломон Абрамович                    | Донський                | № 5      | РСДРП (б)                                                            |
| 654                  | Ломтатідзе Олексій Спиридонович                 | Закавказький            | № 1      | РСДРП                                                                |
| 655                  | Лур'є Гірш Шмуйлович                            | Бессарабський           | № 4      | РСДРП (об'єднана і Бунд)                                             |
| 656                  | Мамедбеков Казі Ахмед                           | Закавказький            | № 10     | Мусульманський національний комітет і Мусават                        |
| 657                  | Мамонов Валеріан Семенович                      | Донський                | № 2      | есери                                                                |
| 658                  | Мандрика Микита Іванович                        | Київський               | № 1      | українські соціалісти-революціонери                                  |
| 659                  | Мельников Микола Михайлович                     | Донський                | № 4      | Козачий                                                              |
| 660                  | Мінін Сергій Костянтинович                      | Саратовський            | № 10     | РСДРП (б)                                                            |
| 661                  | Мірза-Ахмедов Мір Аділь                         | Ферганський             | № 2      | общеферганскій                                                       |
| 662                  | Михайлов Степан Романович                       | Кавказький фронт        | № 3      | есери                                                                |
| 663                  | Ніколаєв Олександр Андрійович                   | Донський                | № 2      | есери                                                                |
| 664                  | Нікольський Павло Ізмаїлович                    | Донський                | № 2      | есери                                                                |
| 665                  | Панкратов Василь Семенович                      | Якутський               | № 2      | есери                                                                |
| 666                  | Попов Олексій Петрович                          | Донський                | № 4      | козачий                                                              |
| 667                  | Порш Микола Володимирович                       | Київський               | № 1      | українські соціалісти-революціонери                                  |
| 668                  | Присяжнюк Василь Абрамович                      | Київський               | № 1      | українські соціалісти-революціонери                                  |
| 669                  | Пирковка Григорій Ісаєвич                       | Київський               | № 1      | українські соціалісти-революціонери                                  |
| 670                  | Рохманюк Василь Гнатович                        | Київський               | № 1      | українські соціалісти-революціонери                                  |
| 671                  | Сафікюрдський Делай                             | Закавказький            | № 12     | Мусульманський соціалістичний блок                                   |
| 672                  | Севрюк Олександр Олександрович                  | Київський               | № 1      | українські соціалісти-революціонери                                  |
| 673                  | Сергій, архієпископ                             | Нижегородський          | № 11     | Група християнського єднання                                         |
| 674                  | Симаков Хрисанф Матвійович                      | Забайкальський          | № 4      | есери                                                                |
| 675                  | Смирнов, Михайло Миколайович                    | Закавказький            | № 1      | РСДРП                                                                |
| 676                  | Стасюк Микола Михайлович                        | Київський               | № 1      | українські соціалісти-революціонери                                  |
| 677                  | Сумароков Володимир Михайлович                  | Пермський               | № 5      | Народна свобода                                                      |
| 678                  | Сиркін Наум Соломонович                         | Київський               | № 2      | єврейський національний комітет                                      |
| 679                  | Сирцов Сергій Іванович                          | Донський                | № 5      | РСДРП (б)                                                            |
| 680                  | Таскін Сергій Опанасович                        | Забайкальський          | № 5      | Забайкальское козацтво                                               |
| 681                  | Тер-Ованесян (Качазнуні) Ованес Матеосович      | Закавказький            | № 4      | Дашнакцутюн                                                          |
| 682                  | Тигранян Сіракан Тадейович                      | Закавказький            | № 4      | Дашнакцутюн                                                          |
| 683                  | Ткаченко Михайло Степанович                     | Київський               | № 1      | українські соціалісти-революціонери                                  |
| 684                  | Толмачевський Василь Іванович                   | Тверський               | № 3      | есери і Рада селянських депутатів                                    |
| 685                  | Уланов Бадьма Наранович                         | Донський                | № 4      | Козачий                                                              |
| 686                  | Ульянов Григорій Карпович                       | Саратовський            | № 12     | есери і Рада селянських депутатів                                    |
| 687                  | Урусов Сергій Дмитрович                         | Бессарабський           | № 5      | Народна свобода                                                      |
| 688                  | Усманов Фатіх Нурмухамедович                    | Астраханський           | № 2      | мусульманський                                                       |
| 689                  | Фігнер Віра Миколаївна                          | Астраханський           | № 6      | Рада селянських депутатів і есери                                    |
| 690                  | Флегонтов Антон Матвійович                      | Забайкальський          | № 4      | есери                                                                |
| 691                  | Фрідман Нафталій Маркович                       | Могильовський           | № 9      | єврейський національний комітет                                      |
| 692                  | Хомутовський Андрій Нілович                     | Київський               | № 1      | українські соціалісти-революціонери                                  |
| 693                  | Харламов Василь Якимович                        | Донський                | № 4      | козачий                                                              |
| 694                  | Химерик Василь Феодосійович                     | Київський               | № 1      | українські соціалісти-революціонери                                  |
| 695                  | Черепанов Сергій Олександрович                  | Петроград               | № 4      | ЦК військова організація                                             |
| 696                  | Чернавін Олександр Степанович                   | Саратовський            | № 12     | есери і Рада селянських депутатів                                    |
| 697                  | Чечель Микола Флорович                          | Київський               | № 1      | українські соціалісти-революціонери                                  |
| 698                  | Чокан Мустава                                   | ферганський             | № 2      | общеферганскій                                                       |
| 699                  | Шахназарян-Араратян, Саркіс Шахназаряновіч      | Закавказький            | № 4      | Дашнакцутюн                                                          |
| 700                  | Шашахмедов Ша-Іслам Султанович                  | Ферганський             | № 2      | общеферганскій                                                       |
| 701                  | Шатилов Михайло Боніфатійович                   | Алтайський              | № 2      | есери і Ради селянських депутатів                                    |
| 702                  | Швець Федір Петрович                            | Київський               | № 1      | українські соціалісти-революціонери                                  |
| 703                  | Швецов Іван Іванович                            | Вятський                | № 11     | РСДРП (б)                                                            |
| 704                  | Юргулі-Агаєв Худонт-Бек-Хадней Магомет-Ага-Огли | Ферганський             | № 2      | Загальноферганський                                                  |
| 705                  | Ямбаєв Сахіб-Гірей Хасанянович                  | Вятський                | № 4      | мусульманський з'їзд.                                                |

## Другий додатковий список членів[3]
| № по порядку (п / п) | Прізвище (псевдонім) ім'я ім'я по батькові | Виборчий округ   | № списку | Організація                                           |
| -------------------- | ------------------------------------------ | ---------------- | -------- | ----------------------------------------------------- |
| 706                  | Абдухалілов Ташпулат                       | Самаркандський   | № 2      | мусульманські організації Самаркандської області      |
| 707                  | Авілов Борис Васильович                    | Бессарабський    | № 8      | інтернаціоналісти                                     |
| 708                  | Акаєв Сарикбай Джумагалієвич               | Ферганський      | № 2      | Загальноферганський список мусульманських організацій |
| 709                  | Алібеков Губайдулла Алібекович             | Уральський       | № 1      | Уральський обласної киргизький комітет                |
| 710                  | Аманжолов Садих Аманжолович                | Семиреченский    | № 3      | Алаш і Семіречинські козацьке військо                 |
| 711                  | Антонович Дмитро Володимирович             | Подільський      | № 1      | українські есери і соціал-демократи, Спілка           |
| 712                  | Байтурсинов Ахмет Байтурсунович            | Тургайский       | № 1      | Алаш                                                  |
| 713                  | Бартошевич Йоахім Йоахімович               | Подільський      | № 8      | крайовий польський список                             |
| 714                  | Беремжанов Ахмет Кургамбекович             | Тургайский       | № 1      | Алаш                                                  |
| 715                  | Бехбуді Махмуд Ходжа                       | самаркандський   | № 2      | мусульманські організації Самаркандської області      |
| 716                  | Бікбов Юнус Юлбарісович                    | Оренбурзький     | № 9      | башкирські федералісти                                |
| 717                  | Блонський Пантелеймон Йосипович            | Подільський      | № 1      | українські есери і соціал-демократи, Спілка           |
| 718                  | Бородін Микола Андрійович                  | Уральський       | № 3      | військовий з'їзд уральського козацтва                 |
| 719                  | Булатов Дмитро Олександрович               | Тверський        | № 6      | більшовики                                            |
| 720                  | Буров Козьма Семенович                     | ?                | №?       | ?                                                     |
| 721                  | Верхола Трохим Федорович                   | Подільський      | № 1      | українські есери і соціал-демократи, Спілка           |
| 722                  | Відибіда Петро Порфирович                  | Подільський      | № 1      | українські есери і соціал-демократи, Спілка           |
| 723                  | Волосов Григорій Кузьмич                   | Уральський       | № 6      | есери і Рада КД                                       |
| 724                  | Гедзь Іван Лазаревич                       | Волинський       | № 11     | українські есери і соціал-демократи, Спілка           |
| 725                  | Герасименко Антон Григорович               | Подільський      | № 1      | українські есери і соціал-демократи, Спілка           |
| 726                  | Головчук Данило Іванович                   | Подільський      | № 1      | українські есери і соціал-демократи, Спілка           |
| 727                  | Григор'єв Никифор Якович                   | Подільський      | № 1      | українські есери і соціал-демократи, Спілка           |
| 728                  | Грищенко Юхим Андрійович                   | Румунський фронт | № 1      | об'єднані українські соціалісти                       |
| 729                  | Дарчук Михайло Григорович                  | Київський        | № 1      | українські есери і соціал-демократи, Спілка           |
| 730                  | Джайнаков Ібраїм Джайнакович               | Семиреченский    | № 3      | Алаш і Семиречинське козацьке військо.                |
| 731                  | Досжанов Сагиндик Досжанович (Дощанов)     | Тургайский       | № 1      | Алаш                                                  |
| 732                  | Досмухамедов Джаганша Досмухамедович       | Уральський       | № 1      | Уральський обласний киргизький комітет                |
| 733                  | Досмухамедов Халел Досмухамедович          | Уральський       | № 1      | Уральський обласної киргизький комітет                |
| 734                  | Драгомирецький Антін Григорович            | Київський        | № 1      | українські есери і соціал-демократи, Спілка           |
| 735                  | Дудич Володимир Самойлович                 | Подільський      | № 1      | українські есери і соціал-демократи, Спілка           |
| 736                  | Дячук Оксентій Хомич (Дячук)               | Подільський      | № 1      | українські есери і соціал-демократи, Спілка           |
| 737                  | Іллінський Ілля Васильович                 | Румунський фронт | № 3      | есери і Рада КД                                       |
| 738                  | Інирєв Денис Іванович                      | ?                | №?       | ?                                                     |
| 739                  | Іпмагамбетов Нургалі Іпмагамбетович        | Уральський       | № 1      | Уральський обласний киргизький комітет                |
| 740                  | Ісаєвич Дмитро Григорович                  | Подільський      | № 1      | українські есери і соціал-демократи, Спілка           |
| 741                  | Каганович Лазар Мойсейович                 | Могилевський     | № 11     | більшовики                                            |
| 742                  | Каратлеув Салімгірей Алпанович             | Уральський       | № 1      | уральський обласної киргизький комітет                |
| 743                  | Кардашев Асланбек Алі-Ага                  | Закавказький     | № 10     | Мусульманський національний комітет і Мусават         |
| 744                  | Кобильчук Феодосій Миколайович             | Волинський       | № 11     | українські есери і Рада селянських депутатів          |
| 745                  | Коваль Каленик Степанович                  | Волинський       | № 11     | українські есери і Рада селянських депутатів          |
| 746                  | Кулманов Бахтігірей Ахметович              | Ординський       | № 1      | Алаш                                                  |
| 747                  | Липковський Ян Йосипович                   | Волинський       | № 4      | польський список                                      |
| 748                  | Литвицький Микола Олексійович              | Подільський      | № 1      | українські есери і соціал-демократи, Спілка           |
| 749                  | Любинський Микола Михайлович               | Подільський      | № 1      | українські есери і соціал-демократи, Спілка           |
| 750                  | Максудов Садретдін Нізаметдінович          | самаркандський   | № 2      | мусульманські організації Самаркандської області      |
| 751                  | Марцинюк Трохим Пилипович                  | Волинський       | № 11     | українські есери і рада селянських депутатів          |
| 752                  | Махмудов Мустафа-Гаджи                     | Закавказький     | № 10     | Мусульманський національний комітет і Мусават         |
| 753                  | Мачушенко Володимир Сидорович              | Подільський      | № 1      | українські есери і соціал-демократи, Спілка.          |
| 754                  | Мейендорф Олександр Феліксович             | Херсонський      | № 3      | російські німці                                       |
| 755                  | Мехоношин Опанас Миколайович               | Бессарабський    | № 2      | есери                                                 |
| 756                  | Мякутін Олександр Іванович                 | Оренбурзький     | № 2      | Оренбурзьке козацьке військо                          |
| 757                  | Миколайчук Іван Маркович                   | Подільський      | № 1      | українські есери і соціал-демократи, Спілка.          |
| 758                  | Овсяник Герасим Сергійович                 | Волинський       | № 11     | українські есери і рада селянських депутатів          |
| 759                  | Павлюк Дмитро Макарьевіч                   | Волинський       | № 11     | українські есери і рада селянських депутатів          |
| 760                  | Пахомов Йосип Матвійович                   | Тургайський      | № 2      | есери і з'їзди КРСД                                   |
| 761                  | Первеєва Марія Дмитрівна                   | Воронезький      | № 3      | есери                                                 |
| 762                  | Ривкін Залман Осерович                     | Вітебський       | № 5      | більшовики                                            |
| 763                  | Салтан Микола Васильович                   | Таврійський      | № 4      | українські есери                                      |
| 764                  | Саурамбаєв Діор Саурамбаєвич               | Семиреченський   | № 3      | Алаш і Семіречинські козацьке військо                 |
| 765                  | Сєїдов Мір Гідаят                          | Закавказький     | № 10     | Мусульманський національний комітет і Мусават         |
| 766                  | Степанов Іларіон Іванович                  | Бессарабський    | № 1      | Рада КД                                               |
| 767                  | Таначев Валідхан Шерафеддінович            | Ординський       | № 2      | Алаш                                                  |
| 768                  | Теміров Абдулла Темірович                  | Тургайский       | № 1      | Алаш                                                  |
| 769                  | Тьомкін Володимир Іонович                  | Херсонський      | № 10     | Єврейський національний виборчий комітет              |
| 770                  | Ткач Петро Дмитрович                       | Подільський      | № 1      | українські есери і соціал-демократи, Спілка           |
| 771                  | Троц Максим Васильович                     | Волинський       | № 11     | українські есери і рада селянських депутатів          |
| 772                  | Тинишпаев, Мухамеджан                      | Семиреченский    | № 2      | блок соціалістів                                      |
| 773                  | Тюряєв Насир-хан Тюря Камальхан            | ферганський      | № 1      | товариство Муініль-Іслам                              |
| 774                  | Уразаев Абдурахман-бек                     | ферганський      | № 2      | Загальноферганський список мусульманських організацій |
| 775                  | Фархат Абдурахман                          | самаркандський   | № 2      | мусульманські організації Самаркандської області      |
| 776                  | Фіалек Іполит Михайлович                   | Київський        | № 12     | більшовики                                            |
| 777                  | Фон-Рутцен Олександр Миколайович           | -                | -        | член Тимчасової Ради Російської республіки            |
| 778                  | Ходжаєв Кадир Ходжа                        | ферганський      | № 1      | суспільство Муініль-Іслам                             |
| 779                  | Черановський Маркіян Григорович            | Волинський       | № 11     | українські есери і рада селянських депутатів          |
| 780                  | Шагіахметов Шах-Іслам Султан               | ферганський      | № 2      | Загальноферганський список мусульманських організацій |
| 781                  | Шебалін Петро Іванович                     | Семиреченский    | № 2      | соціалісти                                            |
| 782                  | Шевченко Мефодій Іоаннікіевіч              | Подільський      | № 1      | українські есери і соціал-демократи, Спілка           |
| 783                  | Шендрик Степан Никифорович                 | Семиреченский    | № 3      | Алаш і Семіречинські козацьке військо                 |
| 784                  | Шиманович Іоанникій Іванович               | Подільський      | № 1      | українські есери і соціал-демократи, Спілка           |
| 785                  | Юлдаш-Карієв Абдуладжан                    | ферганський      | № 2      | Загальноферганський список мусульманських організацій |